# Goths
Pour les articles homonymes, voir Gothique et Goth (homonymie).
Cet article traite de la tribu germanique. Pour la sous-culture du XXe siècle dont les membres se désignent par « Goths », voir Mouvement gothique.
Les Goths ou Gots (prononciation : [go]) sont un peuple germanique qui prend une importance historique pendant la période des grandes invasions de la fin de l'Antiquité pour disparaître historiquement au VIIIe siècle. Engagés à maintes reprises dans des guerres contre ou avec Rome (et même, dans les périodes troublées, avec une faction romaine contre une autre), ils sont des acteurs importants dans la chute de l'Empire romain d'Occident.
L'origine des Goths est mal connue et controversée. Au IIIe siècle, formant un seul peuple, ils sont présents dans la région des actuelles Ukraine et Biélorussie. Vers 235, ils apparaissent pour la première fois aux yeux romains et pillent en 238 Histria, aux bouches du Danube. En 332, ils ont un traité avec l'Empire romain qui en fait des fœderati (« fédérés ») sur le territoire au nord du Danube. Le christianisme leur est prêché par Ulfila à partir des années 340, sous la forme de l'arianisme, et s'impose progressivement. En 367, ils fournissent des contingents au prétendant impérial Procope, ce qui provoque une guerre qu'ils perdent mais débouche sur un traité avec l'Empire en 370. Sous la pression des Huns, vers 375, ils demandent et obtiennent le droit de franchir le Danube, et pénètrent dans l'Empire d'Orient par l'actuelle Roumanie.
Le groupe qui sera désigné comme les Ostrogoths (ou aussi Greutinges ou Greuthunges) est installé en Pannonie et ne bouge qu'un siècle plus tard vers l'Italie dont ils s'emparent en 488 sous la conduite de Théodoric le Grand. Le royaume ostrogoth d'Italie s'effondre très vite, en 553, sous l'assaut des troupes de l'empereur Justinien.
D'autre part, le groupe qui sera désigné comme les Wisigoths (ou aussi Tervinges) s'impose par les armes : vainqueurs en 378 de l'armée romaine lors de la très importante bataille d'Andrinople durant laquelle l'empereur Valens est tué au combat, ils redeviennent également des fédérés de Rome en 382 et sont envoyés en campagne vers l'ouest par Théodose, ce qui les fait migrer par la Grèce, la côte dalmate et l'Italie (pillant Rome en 410). Honorius leur accorde par le fœdus de 418 leur propre royaume en Aquitaine. Un siècle après, ils sont vaincus par les Francs de Clovis et, repoussés vers l'Espagne, ils déplacent leur capitale à Tolède. Le royaume de Tolède durera deux siècles avant d'être détruit par la Conquête musulmane de l'Hispanie qui commence en 711. Les Wisigoths laissent derrière eux le noyau de la future Reconquista dans les Asturies (où Pélage rallie les Astures, quelques nobles wisigoths et une population wisigothe fuyant les musulmans), et une place de choix dans l'imaginaire espagnol,.

## Introduction

### Sources

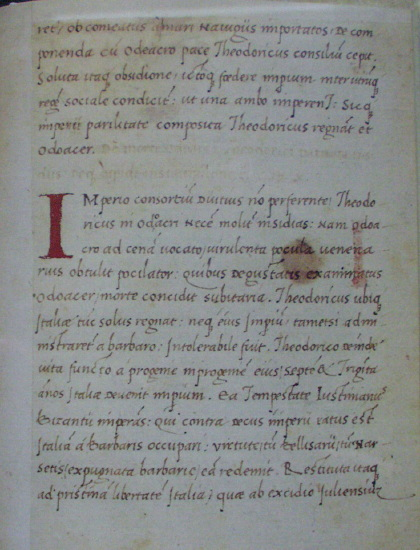
Edictum Theodorici regis. Fragment. 512.

Les sources concernant les Goths sont très lacunaires. Les Getica de Jordanès (VIe siècle), reprenant l'Histoire des Goths de Cassiodore (début VIe siècle), sont une source importante, mais les informations qu'il apporte doivent être appréhendées avec prudence. Ammien Marcellin est la meilleure source sur la période s'étendant de l'écrasement du royaume greutunge à la bataille d'Andrinople en 378. Zosime et les fragments de diverses œuvres d'historiens comme Olympiodore de Thèbes ou les Consularia Constantinopolitana n'apportent que des éclaircissements ponctuels sur les développements ultérieurs. Procope de Césarée livre une histoire détaillée des guerres gothes de l'empereur Justinien.
On peut ajouter pour l'Espagne la chronique d'Hydace de Chaves, ainsi que diverses histoires ecclésiastiques, entre autres celles de Sozomène ou de Paul Orose : Historiae adversum Paganos, et les Variae de Cassiodore, ainsi que la chronique de Jean de Biclar et l'œuvre historique d'Isidore de Séville : Historia de regibus Gothorum, Vandalorum et Suevorum. On peut aussi noter les lettres du gallo-romain Sidoine Apollinaire, qui apportent un éclairage sur le royaume wisigoth de Toulouse et les relations entre les Goths et les Romains. L'archéologie apporte en outre des informations essentielles, en particulier en ce qui concerne les premiers temps de l'histoire des Goths.

### Étymologies
Un élément, got-, gut-, qui semble revenir à la fois dans les noms des Goths, des Götar et des Gutar, indique toutefois qu'il s'agit d'une origine commune probable. Elle est issue du gotique 𐌲𐌹𐌿𐍄𐌰𐌽 / giutan, en néerlandais gieten, en allemand giessen, « verser ». Diverses significations du nom ont été suggérées, y compris « déverseurs », « les gens », « les hommes », « les gens qui vivent là où la rivière a son débouché », « les épandeurs de graines » ou « les fils de Gaut ». Jordanes écrit que l'ancêtre des Goths s'appelait Gapt (proto-germanique : *Gaut). Gaut est une des épithètes d'Odin, présente dans les branches ostiques et nordiques (vieux norrois Gautr), et les Geats / Gauts ont dérivé leur ethnonyme de ce nom. Les Geats / Gauts et les Lombards et des peuples anglo-saxons ont également revendiqué être les descendants de Gaut.
Tervinges est l'équivalent de « gens de la forêt », du gotique triu qui signifie « arbre ». Vesi est une appellation flatteuse qu'ils s'attribuaient eux-mêmes, dont le sens évoque la notion d'« élite ».
En ce qui concerne les Ostrogoths, il existe essentiellement deux formes de noms : Ostrogot(h)i, Ostrogotae et Greutungi, dont les variantes sont Greothingi, Grutungi, ou Grauthungi, que l'on peut interpréter comme « habitants des steppes » ou « habitants des côtes de galets ». La racine greut- est probablement liée au vieil anglais greot, qui signifie « gravier, terre ». Cela est étayé par des preuves que les descripteurs géographiques étaient couramment utilisés pour distinguer les personnes vivant au nord de la mer Noire à la fois avant et après la colonisation gothique et par le manque de preuves d'une date antérieure pour la paire de noms Tervingi-Greuthungi à la fin du troisième siècle.
La plus ancienne forme qui soit parvenue du mot « ostrogoth » est Austrogoti, citée dans l'Histoire Auguste, Vita Claudii 6,2. Il s'agit d'une autodénomination provenant du dévoiement d'un lexème transmis par Wulfila, un mot composé : Austra-gutans. L'élément Austra- remonte peut-être au germanique commun *austra (apparenté au vieux norrois austr, « vers l'est »), dont la forme réduite est *austa (« est »), qui a donné l'anglais east, le vieux haut allemand ôst, et avec un suffixe -nō : *austan, à l'origine du vieil anglais ēastan, l'allemand Osten. La base de ce mot germanique est le thème indo-européen *aus qui a donné, entre autres, le latin aurōra (« aurore ») ; cependant, selon certains, le sens de « Goths du levant », c'est-à-dire « Goth de l'Est », ne peut pas être prouvé étymologiquement. D'autres sens comme « les Goths resplendissants du soleil levant » relèvent d'une exagération du sens à partir de l'étymologie supposée. Il est possible aussi d'y voir la déesse germanique, dont le nom est attesté en vieil anglais, Eostrae. C'était une déesse de la lumière, dont le nom est basé sur le même étymon germanique *austa que le précédent et dont le jour de célébration, eostre, en vieil anglais, a été remplacé par la fête de Pâques lors de la christianisation des Germains, d'où l'anglais easter, l'allemand Ostern (forme plurielle à l'origine),. Par ailleurs, les Goths ont emprunté le latin d'église pascha, sous la forme pāska (apparentée au néerlandais pasen et au suédois påsk). Les dénominations Vesigoti et Ostrogothi auraient glissé vers le sens de « Goths de l’ouest » et « Goths de l’est » du fait des écrits de Cassiodore, un haut fonctionnaire romain au service du roi Théodoric le Grand, au début du VIe siècle.

### Chronologie de l’histoire des Goths

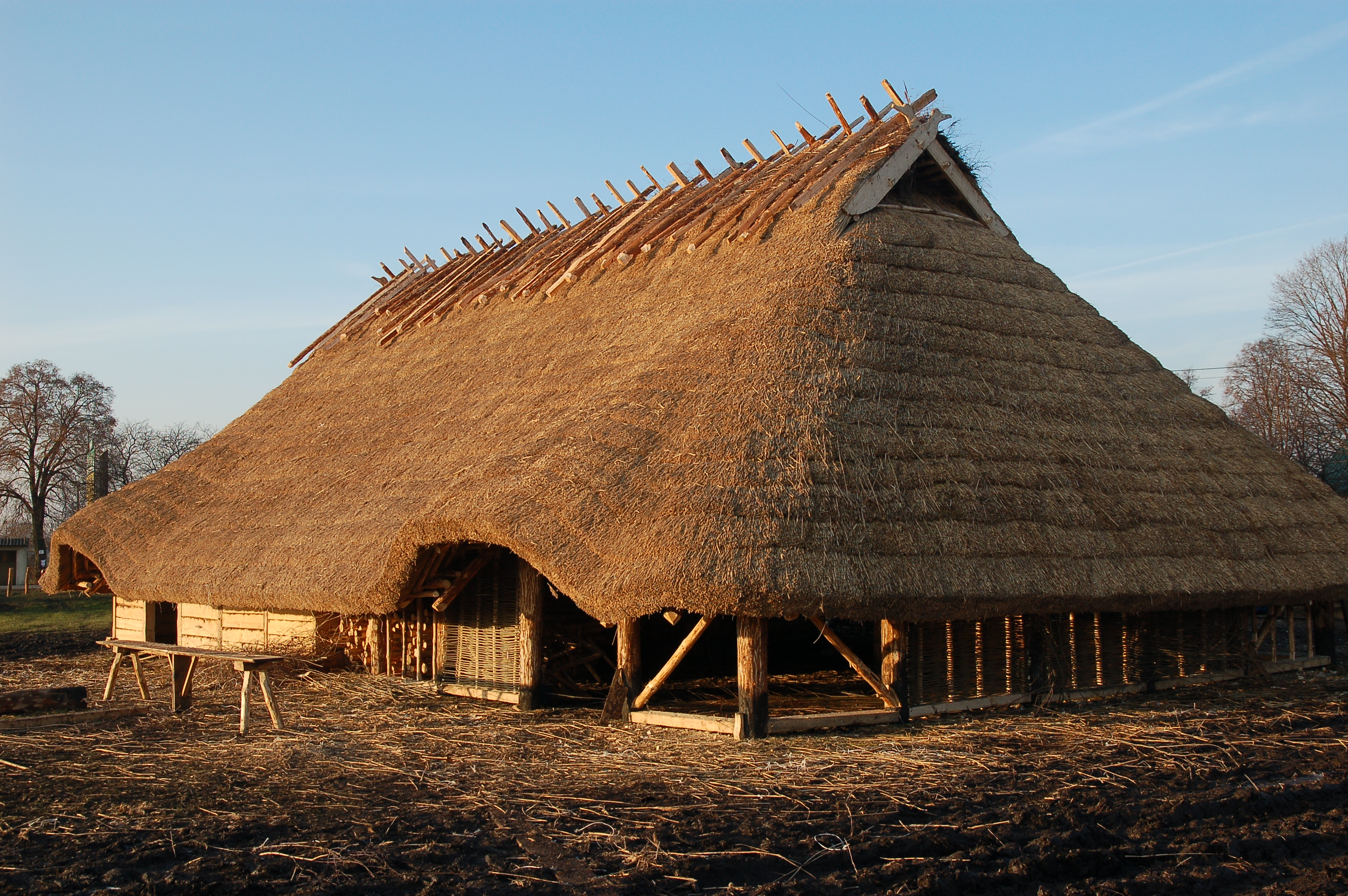
Reconstruction d'une maison de la culture de Wielbark.

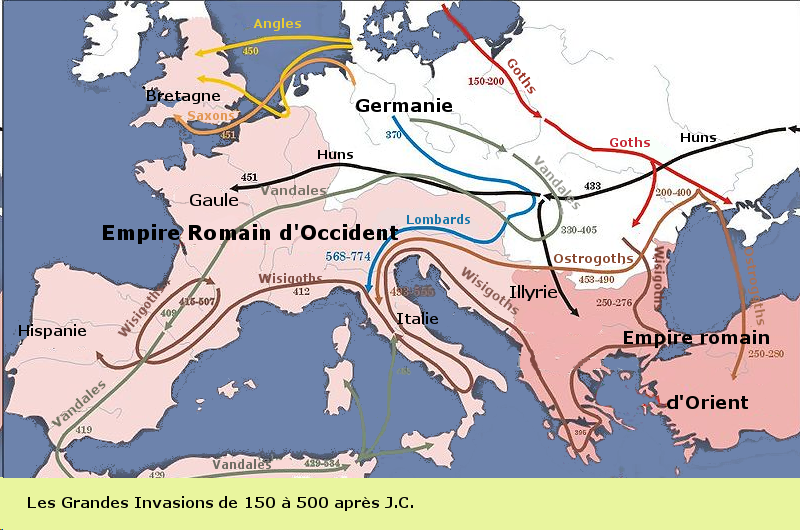
Chronologies comparées.

#### Ieretiiesiècle
- Vers l'an 1 : arrivée des Goths dans le nord de la Pologne.
- Vers l'an 3 à 50 : installation des Goths sur les rives de la Vistule.
- Vers 180 : installation des Goths sur les rives de la mer Noire.
- Vers 200 : constitution de l’empire des Goths sur les bords de la mer Noire.

#### IIIesiècle
- 220 : des Goths, installés dans la steppe pontique, envahissent par mer l’Asie Mineure et la péninsule des Balkans.
- 238 : des Goths franchissent le Danube et pillent la colonie grecque d'Histria. Malgré le paiement d’un tribut, les Romains échouent à persuader les Goths et Carpes (peuple dace) de se retirer de la province de Mésie.
- 247 : début officiel des invasions gothiques.
- 250 : dans les Balkans, les Carpes entrent en Dacie romaine et les Goths en Mésie.
- 257 : les Goths traversent à nouveau la mer Noire pour en ravager les côtes méridionales.
- 267 : les Goths pillent la Thrace, la Macédoine et la Grèce.
- 269 : victoire romaine de Naissus qui met un frein aux invasions gothiques.
- 272 : l'Empire romain abandonne la Dacie aux Carpes, aux Gépides et aux Goths.
- Fin du IIIe siècle : séparation des Tervinges (à l'ouest du Tyras, actuelles Moldavie et Roumanie) et des Greutunges (à l'est, actuelle Ukraine).

#### IVesiècle
- Premières décennies du IVe siècle : développement du royaume des Greutunges entre le Tyras et le Tanaïs, voire au-delà vers l'est.
- 332 : victoire de Constantin ; conclusion d’un traité de fédération entre les Tervinges et Constantin.
- 334 : les Tervinges protègent l'Empire romain contre une invasion vandale dans le bassin du moyen-Danube (actuelle Hongrie).
- 341 : Wulfila nommé évêque des Goths ; début de la prédication du christianisme (sous sa version arienne) chez les Tervinges.
- 363 : fin de la dynastie constantinienne (mort de l'empereur Julien) ; soutien d’Athanaric à l’usurpateur Procope.
- 369 : victoire de l’empereur Valentinien ; division des Tervinges entre Athanaric (fidèle à la mythologie germanique) et Fritigern (chrétien arien).
- 369 : création d’un alphabet gotique par Ulfila.

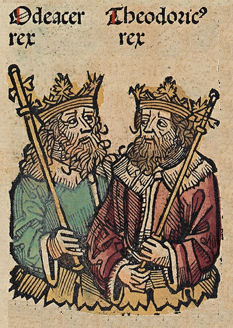
Théodoric, roi des Ostrogoths, et son rival Odoacre représentés dans la Chronique de Nuremberg.

- 375 : soumission des Greutunges par les Huns qui atteignent ensuite le pays des Tervinges ; les Greutunges, en général intégrés dans l'empire hunnique, sont appelés Ostrogoths.
- 376 : les Tervinges (Fritigern) traversent le Danube et entrent dans l’Empire romain ; ils sont appelés Wisigoths.
- 378 : bataille d’Andrinople : mort de l’empereur Valens ; avènement de Théodose Ier.
- 382 : second traité de fédération entre les Wisigoths (Fritigern) et Théodose.
- 391 : rébellion, puis soumission d’Alaric, un des chefs des Wisigoths fédérés.

#### Vesiècle
- 401-403 : incursion d'Alaric en Italie (Milan) et début de la guerre des Goths (401-413) : il est repoussé en Mésie par Stilicon.
- 405 : incursion d’un groupe ostrogoth (Radagaise) en Italie (Florence) ; ils sont vaincus par Stilicon.
- 408 : mort de Stilicon ; Alaric est de nouveau en Italie.
- 410 : prise et sac de Rome par Alaric, qui meurt la même année ; les Wisigoths passent en Gaule.
- 413 : établissement des Wisigoths en Aquitaine comme fédérés (royaume wisigoth de Toulouse).
- 476 : fin de l’Empire d’Occident ; le Skire Odoacre devient roi d’Italie.
- 488 : l’Ostrogoth Théodoric le Grand, au service de l’empereur d’Orient Zénon, vainc Odoacre et devient roi d’Italie.

#### VIeauVIIIesiècle
- 507 : défaite des Wisigoths face au Franc Clovis à Vouillé ; fin du royaume de Toulouse et repli des Wisigoths en Espagne, sous le protectorat de Théodoric.
- 512 : publication de l’Edictum Theodorici, code pour les Romains et les Goths.
- 526 : mort de Théodoric ; établissement du royaume wisigoth de Tolède.
- 531 : Histoire des Goths de l’écrivain latin Cassiodore, conseiller de Théodoric.
- 535 : la reconquête de l’Italie par Bélisaire au service de l’empereur d’Orient Justinien commence : début de ce que les historiens nomment l’« Italie byzantine ».
- 553 : fin du royaume ostrogoth d’Italie.
- 561 : dernier soulèvement de Goths d’Italie contre l’empire romain d’Orient à Brescia et Vérone.
- 589 : les Wisigoths d’Espagne, jusque-là ariens, deviennent nicéens (IIIe Concile de Tolède).
- 624 : fin de l'« Espagne byzantine » ; les Wisigoths dominent toute la péninsule Ibérique.
- 711-718 : conquête de la péninsule Ibérique par les musulmans ; fin du royaume de Tolède, dont seul subsiste tout au nord le royaume néo-wisigoth des Asturies (jusqu’en 722).

## Histoire

### Origines (avant la division)
- Culture d'Oksywie, puis première culture de Wielbark
- Culture de Jastorf (en bleu ciel : expansion ; en violet : régression)
- Culture de Przeworsk (en orange : régression)
- Expansion de la culture Wielbark au IIe siècle

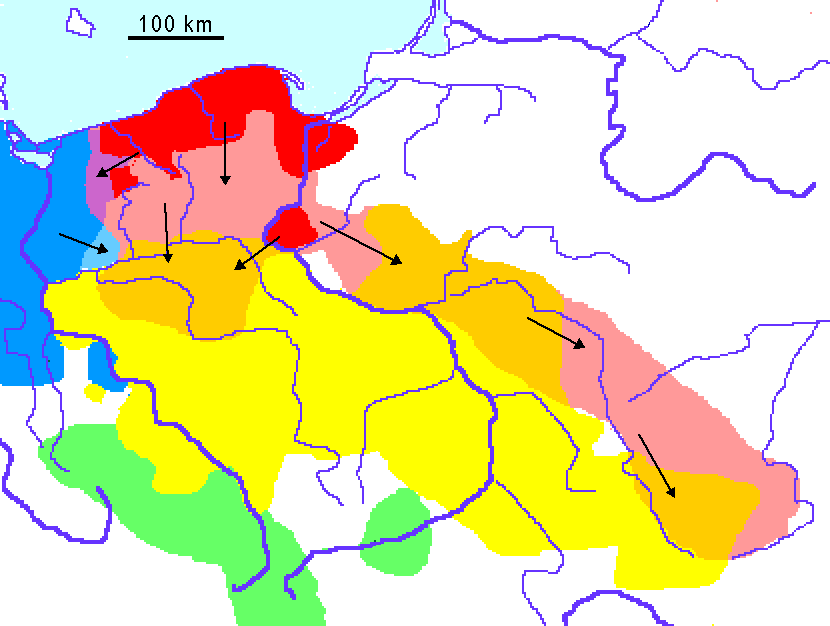
Culture d'Oksywie, puis première culture de Wielbark
Culture de Jastorf (en bleu ciel : expansion ; en violet : régression)
Culture de Przeworsk (en orange : régression)
Expansion de la culture Wielbark au IIe siècle.

La question de l'origine des Goths, c'est-à-dire de leur histoire antérieure au début du IIIe siècle, époque où ils entrent dans le champ de vision des historiens romains et grecs, est un problème historique et philologique.

#### Cassiodore et Jordanès
Dans le premier tiers du VIe siècle, Cassiodore rédige à la demande de Théodoric l'Historia Gothorum (Histoire des Goths). Il fait remonter sa chronologie bien au-delà des premiers écrits de l'Antiquité. Cette œuvre qui comportait douze volumes est aujourd'hui perdue, mais il en reste une synthèse sommaire rédigée par Jordanès vers 550, intitulée De origine actibusque Getarum, en abrégé Getica, qui demeure la seule source sur les légendes gothes primitives, légendes qui ont probablement été transmises par voie orale mais réorganisées et pour partie inventées par Cassiodore à partir des modèles historiographiques majeurs tels que Germania de Tacite. L'exploitation de Getica est compliquée par le fait que l'on ignore ce qui de l'œuvre de Cassiodore y a effectivement été conservé. Pour rédiger son Histoire des Goths, Cassiodore a compilé beaucoup de noms de peuples scandinaves et scythes, connus par la géographie et l'ethnographie antiques depuis Hérodote. C'est notamment le cas du nom des Gètes, fréquemment confondus avec les Goths. Il semblerait que Cassiodore se soit également inspiré des noms de leurs différents rois.
Selon l'histoire des Goths transmise par Jordanès, ils descendraient du patriarche légendaire Gaut, né sur l'île de Scandza (probablement en Scandinavie). Sous la conduite du roi Berig, les Goths de Scandinavie auraient débarqué de trois navires en Gothiscandza (de), sur la côte baltique. Cinq générations plus tard, ils auraient fait route vers le sud sous la direction de Filimer. La division du peuple entre Ostrogoths et Wisigoths serait advenue pendant la traversée d'un grand fleuve, le pont s'étant rompu. Cependant cette allégation est invérifiable, et n'est évoquée pour la première fois que sous la plume de Jordanès, désormais considéré comme peu fiable. Il convient probablement de l'interpréter comme un mythe originel (voir Origo gentis (de)).
Jordanès raconte que le roi Filimer aurait pris la décision d'émigrer avec armée, femmes et enfants dans la seconde moitié du IIe siècle, la taille du peuple ne cessant de croître. Les Goths auraient alors remonté (assez lentement) le cours de la Vistule, poursuivant leur mouvement jusqu'à la Mer Noire et le Danube. En chemin, ils supplantèrent les Marcomans, qui occupaient la Bohême, déclenchant par contre-coup, selon de nombreux chercheurs, les guerres marcomanes, qui donnèrent du fil à retordre aux Romains.

#### Goths de la mer Baltique (IeretIIesiècles)

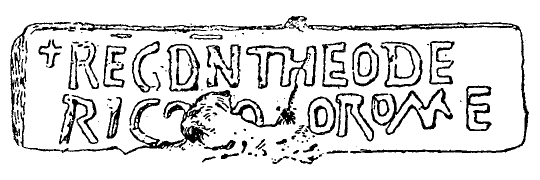
Cartouche de Théodoric le Grand retrouvé dans le temple de Vesta parmi les ruines de la Romece.

Dans les écrits de Tacite, Strabon et Ptolémée sont cités les « Gotons ». Tacite indique que « les Gotons sont assujettis à des rois, un peu plus étroitement que les autres nations des Germains ». Ils sont situés selon Ptolémée dans la région de la basse Vistule, dans l'aire d'influence des Marcomans. Ils ont pour voisins, à l'ouest les Ruges, installés sur les rives de la mer Baltique, au sud-ouest, les Vandales et les Lugiens dont on ignore s'il s'agit d'un seul ou de deux ensembles tribaux.
Jordanès affirme à deux reprises dans les Getica que les Goths de la Vistule ont une origine scandinave : ils sont « sortis de l'île de Scandza » et sous la direction du roi Berig, ont traversé la mer Baltique (« l'Océan citérieur ») sur trois navires. Ce point est mis en rapport avec certains éléments toponymiques de Suède (île de Gotland, régions de Västergötland, Östergötland, etc.). Durant le XXe siècle, la recherche archéologique s'est intéressée à déterminer si une migration depuis la Scandinavie était décelable sur la rive sud de la Baltique. Jusqu'à la Seconde Guerre mondiale, les archéologues sont favorables à ce point de vue : Gustaf Kossinna (origine : Gotland) ; E. Oxenstierna (Västergötland) ; R. Schindler. Par la suite, la valeur des preuves archéologiques utilisées précédemment a été mise en question (J. Kmiecinski vers 1960). Rolf Hachmann en 1970 remet totalement en cause l'idée de la migration scandinave, qu'il considère comme un mythe élaboré seulement à la fin de l'Antiquité, tandis que les auteurs du Haut-Empire n'en parlent pas. Par la suite, cependant, R. Wolagiewicz a trouvé en Poméranie orientale un nombre de sites (dix-sept tombes sous tertres) en rapport avec des sites suédois et norvégiens. En 1991, Kazanski considère encore, en admettant qu'une migration a eu lieu, qu'elle n'a probablement concerné qu'un nombre limité de personnes (les trois navires de Jordanès).

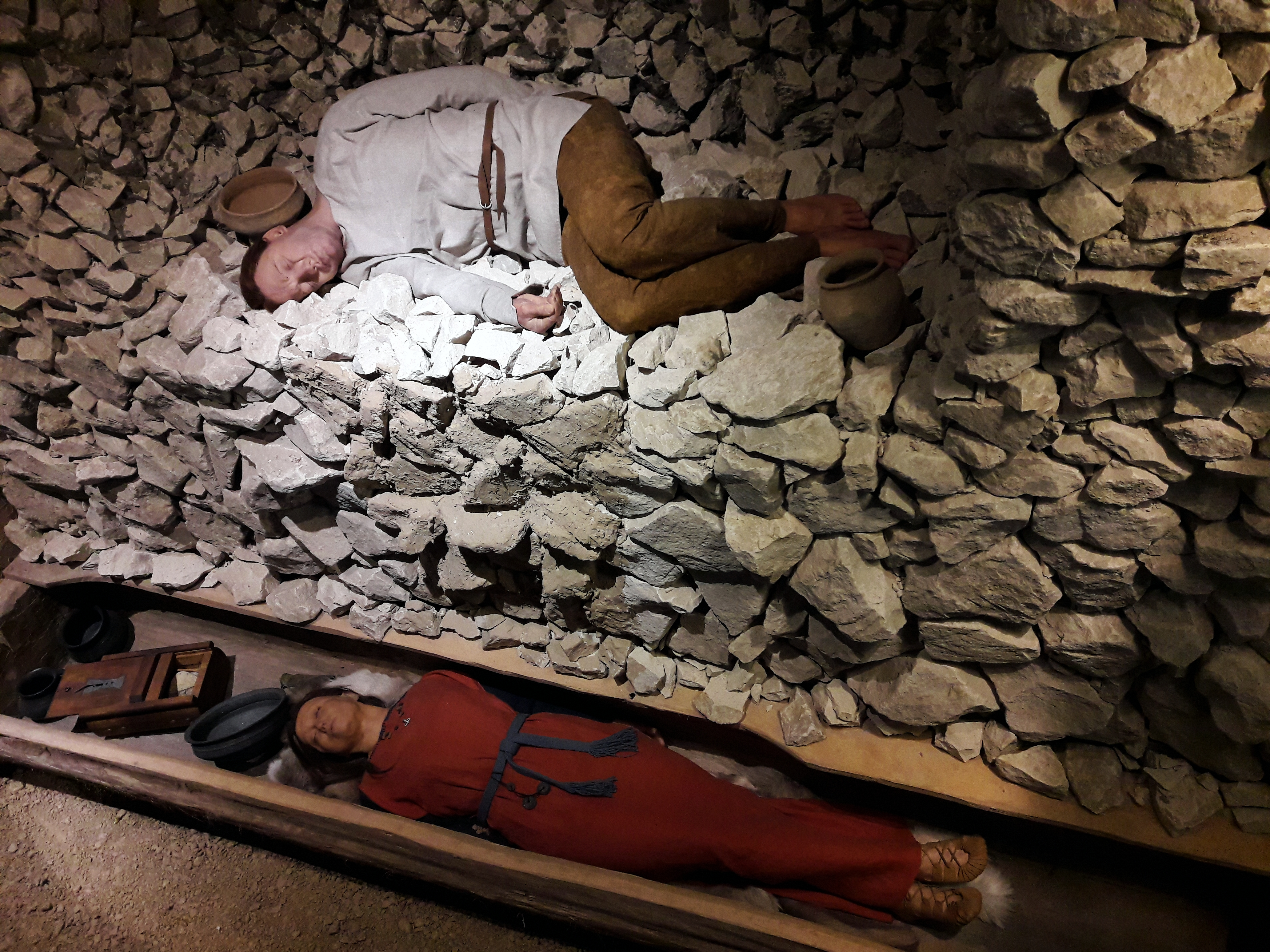
Reconstruction de la tombe de Goths du IIIe siècle de Masłomęcz au musée de Lublin.

La recherche archéologique sur la culture de Wielbark ne permet pas d'attester que ces derniers aient connu une migration significative depuis la Scandinavie. Herwig Wolfram admet que l'on manque d'une preuve archéologique, mais croit cependant qu'un groupe mineur d'origine scandinave pourrait bien avoir contribué à l'ethnogenèse des Goths dans le bassin de la Vistule.
Les recherches des années 1990 laissent plutôt penser que cette culture s'est formée à l'est de la Vistule avant de gagner progressivement le sud-est à partir du Ier siècle, certaines implantations se maintenant autour de l'embouchure du fleuve jusqu'au IVe siècle. On peut penser qu'un certain prestige était attaché à l'appellation « Goths », raison pour laquelle des groupes très variés s'en seraient parés, fait déjà constaté chez les Huns. Traditionnellement, ces groupes dits « Goths » n'ont pas pour coutume d'enterrer leurs morts avec des armes, à la différence des Germains.

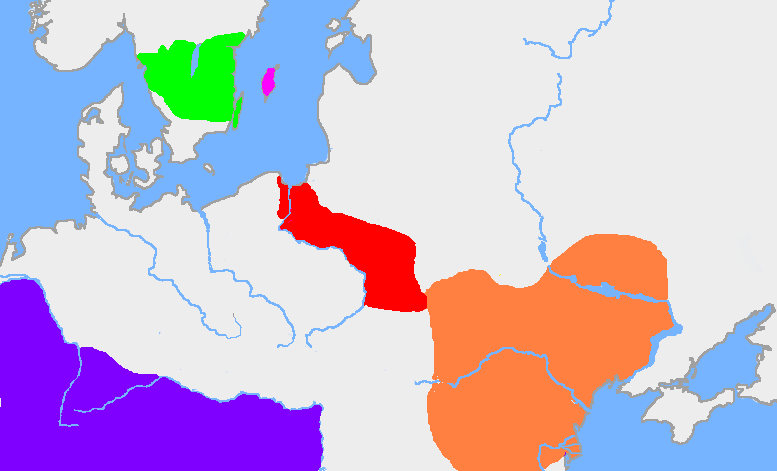
Extension approximative des cultures de Wielbark (rouge) au IIe siècle et de Tcherniakov (orange) au IIIe siècle. Seul point non discuté : les Goths surgissent au début du IIIe siècle dans le bassin du Danube et sur la côte nord-occidentale de la mer Noire.

Les résultats d'une étude génétique publiée en 2019 et portant sur 27 individus du cimetière de Masłomęcz semblent correspondre au récit antique qui présume que les Goths étaient originaires du sud de la Scandinavie; puis, au moins une partie de la population gothe s'est dirigée vers le sud à travers le territoire de la Pologne contemporaine vers la région de la mer Noire, où elle s'est mêlée aux populations locales et a formé la culture de Tcherniakhov. Enfin, une fraction de la population de Tcherniakhov est revenue dans la région sud-est de la Pologne actuelle et a créé la formation archéologique appelée « groupe Masłomęcz ». L'étude révèle des liens génétiques étroits entre l'ADN mitochondrial des individus analysés et deux autres populations de l'âge du fer de la péninsule du Jutland et de Kowalewko, situées dans l'ouest de la Pologne. Sur le site de la culture de Wielbark de Kowalewko, les femmes et les hommes avaient une histoire génétique très différente. En général, les données recueillies ont montré comment les interactions entre les nouveaux arrivants (le plus probablement des Goths) et les communautés autochtones issues d'autres traditions culturelles pouvaient façonner la nouvelle sous-structure génétique locale. En revanche, sur le site de Masłomęcz, les chercheurs n'ont trouvé aucune preuve d'histoire génétique distincte entre les femmes et les hommes.

#### Les Goths de la mer Noire et du Danube
Il est certain que les Goths apparaissent un peu plus clairement à partir du moment où, franchissant le Danube en 238, ils entament une longue série de guerres contre l'Empire romain. Le problème qui se pose est celui de la relation entre ces Goths installés au nord des bouches du Danube au début du IIIe siècle et les Goths de la Vistule. Beaucoup de chercheurs se fondent sur l'archéologie pour affirmer que certains éléments de la culture de Wielbark se retrouvant dans l'espace nommé culture de Tcherniakhov (essentiellement dans l'Ukraine actuelle), il y a eu migration de la mer Baltique à la mer Noire par les vallées du Boug, affluent de la Vistule, puis du Boug méridional et du Dniepr, qui se jettent dans la mer Noire. Les principaux avocats actuels de la thèse traditionnelle établissant le lien entre les deux cultures comme justificatif des migrations gothes sont Michel Kazanski et Volker Bierbrauer. Cette théorie est rejetée par les tenants d'une « ethnogenèse sur place » ou autochtone des Goths, notamment S. Brather et surtout M. Kulikowski.
Certains chercheurs à l'instar de Michael Kulikowski contestent toute relation entre la culture de Wielbark et les Goths et ne reconnaissent aucune migration des Goths avant le IIIe siècle, date de l'ethnogenèse de la tribu qui aurait eu lieu sur le Danube au contact de l'Empire romain et non sur la Vistule. Ainsi, de la même manière que dans le cas des Francs et des Alamans, ce n'est qu'à la frontière romaine que l'une des tribus souches des Goths se serait constituée. Cette hypothèse est démentie par les études génétiques.

#### Premières guerres contre Rome (IIIesiècle)

Le grand sarcophage Ludovisi représente une bataille entre Goths et Romains, IIIe siècle.

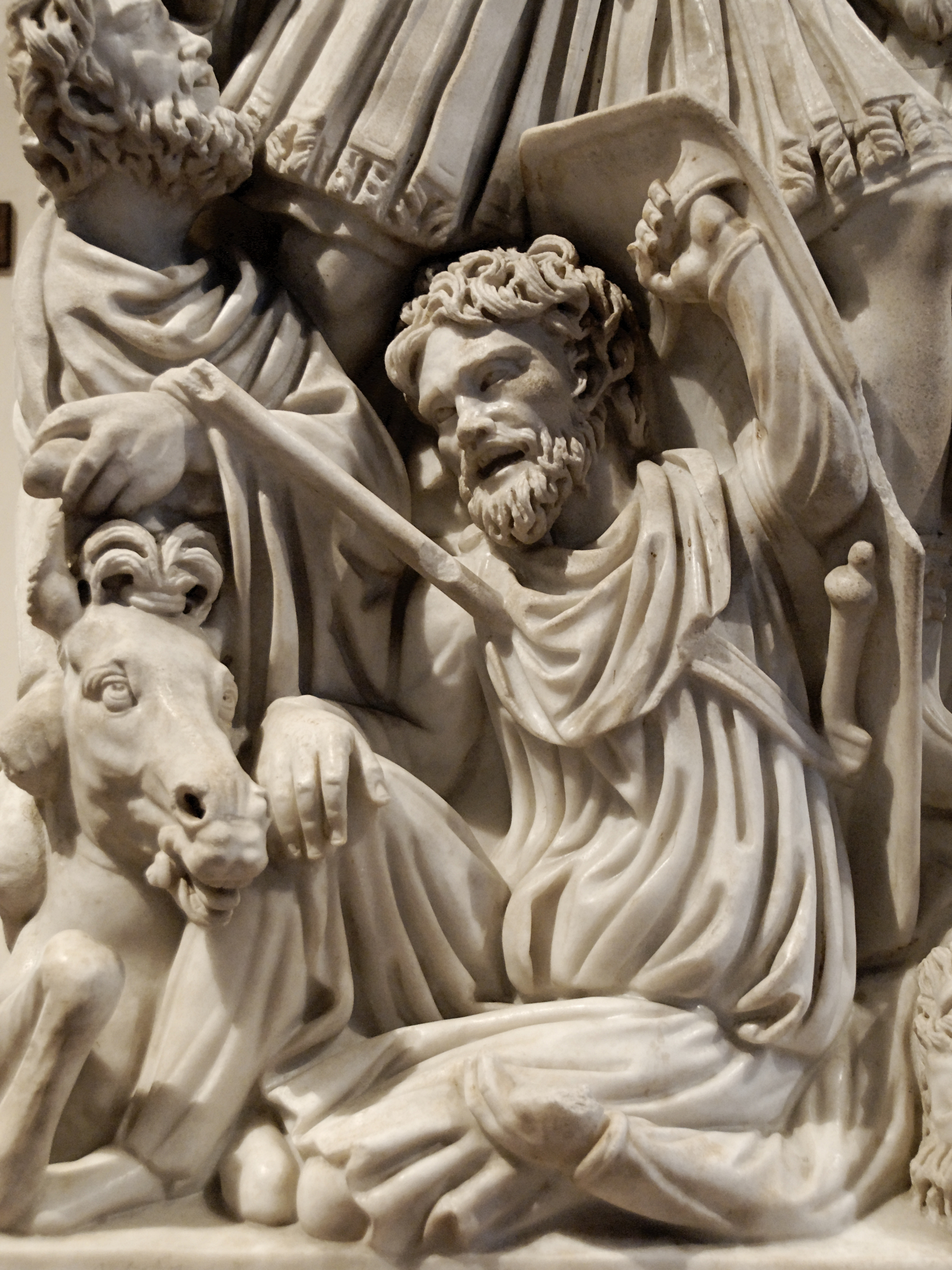
Détail d'un barbare percé d'une lance, grand sarcophage Ludovisi, IIIe siècle.

Entre 238 et 269, les Goths mènent une série d'attaques contre l'Empire romain, atteignant parfois la Grèce et l'Anatolie, soit en traversant le Danube, soit en naviguant sur la mer Noire. Ce premier « assaut des Goths » est concomitant de la crise du troisième siècle, la plus grande crise de l’histoire de Rome depuis les guerres civiles du Ier siècle av. J.-C.
La crise de l'Empire Romain dure une cinquantaine d’années, entre la fin du règne de Sévère Alexandre (235) et l’avènement de Dioclétien (284). Cette période se caractérise par une succession rapide des empereurs (les plus remarquables sont Gallien et Aurélien), par l’apparition fréquente d’usurpateurs, par des attaques incessantes des Barbares sur tous les fronts : les principaux adversaires de Rome sont sur le Rhin, les Francs et les Alamans, en Asie, les Persans, sur le Danube et en mer Noire, les Goths. Dès 214, les Goths font partie des peuples que l’empereur Caracalla combat dans les régions danubiennes. Mais à la fin des années 230, ils deviennent le groupe barbare le plus actif dans ce secteur. En 238, de concert avec des Carpes, ils mènent en Mésie une campage de pillage qui atteint la ville d’Histria, au sud du bouches du Danube ; ils se retirent après avoir obtenu le paiement d’un tribut annuel.

##### Années 245-261: l’assaut dans toutes les directions
- 245-247 : victoires en Dacie de l’empereur romain Philippe l'Arabe (243-249) qui suspend le paiement du tribut aux Goths.
- 248 : des Goths attaquent de nouveau, avec des Carpes, Vandales et Taïfales, atteignant la ville de Marcianopolis[28].
- 249 : victoire de Dèce sur les Goths (il est alors proclamé empereur).
- 250 : sous la direction de Cniva, les Goths attaquent de nouveau en Dacie, Thrace, Mésie et Illyrie et prennent Philippopolis.
- 251 : Dèce mène une nouvelle campagne contre les Goths ; il est tué lors de la bataille d'Abrittus ; son successeur, Trébonien Galle, duc de Mésie, concède à nouveau le tribut aux Goths.
- 252 : des Goths effectuent des raids maritimes contre des villes d’Asie mineure (Pessinonte, Éphèse).
- 253 : une tentative de traverser le Danube est repoussée par Émilien qui est alors proclamé empereur ; il interrompt de nouveau le paiement du tribut.
- 256 : une attaque gothe atteint Thessalonique ; la Dacie est sous leur contrôle ; sur la mer Noire, ils s'emparent de Pitsounda et Trébizonde en Anatolie avec l’aide de pirates sarmates : les Boranes (de).
- 257, des Goths franchissent le Bosphore et s’emparent de plusieurs villes d’Anatolie.
- 261 : Gallien confie la défense de l’Anatolie et de l’Orient (contre les Goths et les Perses) au prince de Palmyre, Odeynat.

##### Années 266-268 et défaite de Naissus
- 266 : Odeynat est tué en Cappadoce au cours d’un raid goth.
- 267 : les Goths attaquent par terre et par mer dans toute la péninsule balkanique, y compris la Grèce où ils prennent Corinthe, Sparte et Argos ; ils se heurtent à Gallien en Thrace.
- 268 : une grande flotte rassemblant des Goths et des Hérules, appuyée par des troupes terrestres, passe par le détroit des Dardanelles et pille tout sur son chemin jusqu’au Péloponnèse.
- 268 ou 269 : ils sont sévèrement battus à la bataille de Naissus par l’empereur Claude II, premier empereur à recevoir le titre de Gothicus, « vainqueur des Goths » ; rétrospectivement, cette bataille apparaît comme un coup d’arrêt de cette première phase d’expansion des Goths.

##### Règne d’Aurélien: l’abandon de la Dacie
- 271 : Aurélien reprend le contrôle de la Dacie.
- 274 : il décide cependant de ramener la frontière sur le Danube, créant au sud du fleuve la Dacie aurélienne et abandonnant aux Goths la Dacie trajane dont les mines d’or ne couvrent plus les frais de défense.
- 275 : incursion de Goths et d’Alains en Asie mineure, jusqu’en Cilicie.

##### Rétablissement de l’ordre sur le Danube de Probus à Galère
- 278-279 : campagnes de Probus
- 288-292 : campagnes de Dioclétien
- 294 : campagne de Galère

### Scissions et ethnogenèses
La crise de l’Empire romain se termine sous Dioclétien, ce qui permet provisoirement de rétablir le limes du Danube.

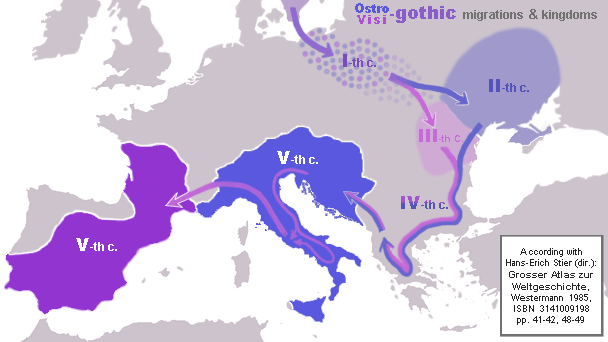
Évolution des Ostrogoths et des Wisigoths,.

Autour de 290 les Tervinges et Greutunges se séparent. Il importe à ce stade de préciser que les Tervinges ne se confondent pas avec les futurs Goths occidentaux, pas plus que les Greutunges ne s’identifieraient simplement aux futurs Goths orientaux. L’ethnogenèse se produit en fait de façon plus complexe : une partie des Tervinges se mêle par la suite aux Greutunges et à des tribus d’autres peuples pour former les Ostrogoths, tandis que des groupes de Greutunges participent à la formation du peuple wisigoth avec une majorité des Tervinges.
Chronologiquement, on peut affirmer que les Wisigoths se constituent au moment où des colonies gothiques s’installent dans l’Empire romain, de 376 au règne d’Alaric Ier, alors que les Ostrogoths se forment dans l’intervalle qui sépare le déclin de l’empire hunnique au milieu du Ve siècle de leur migration vers l’Italie en 489, au temps de Théodoric le Grand. Les historiens actuels ne sont cependant pas unanimes quant à l’existence d’un sentiment communautaire chez les futurs Ostrogoths. Selon Heather, un fort sentiment d’appartenance communautaire peut très bien avoir existé, alors que Wolfram attribue le ciment de ces peuples à un noyau de traditions et à un petit groupe dirigeant.
En revanche, faire des Goths un « groupe ethnique » indépendant est une interprétation erronée. Il suffisait probablement que de nouveaux venus se comportent de façon loyale pour pouvoir s’agréger au « noyau », peut-être simplement un groupe dirigeant, détenteur d’une sorte de légitimité traditionnelle, ou acquise par des hauts-faits. On ne saurait établir de claires filiations ethniques, l’ethnicité étant soumise, particulièrement en cette fin de l’Antiquité, à d’innombrables remous. Les noms ou appellations migraient alors bien plus que les peuples eux-mêmes.
Selon des chercheurs comme Michael Kulikowski, au tournant des années 300, l’influence romaine se manifeste fortement dans l’ethnogenèse gothe, du fait que les empereurs auraient systématiquement soutenu les Tervinges, pour pouvoir s’en faire des alliés et ainsi assurer la sécurité des frontières de l’Empire, alors que se profilaient les Grandes Invasions. Les Romains auraient ainsi significativement contribué à l’expansion de la puissance tervinge et renforcé une identité gothe occidentale.

### Greutunges et Ostrogoths

#### Greutunges

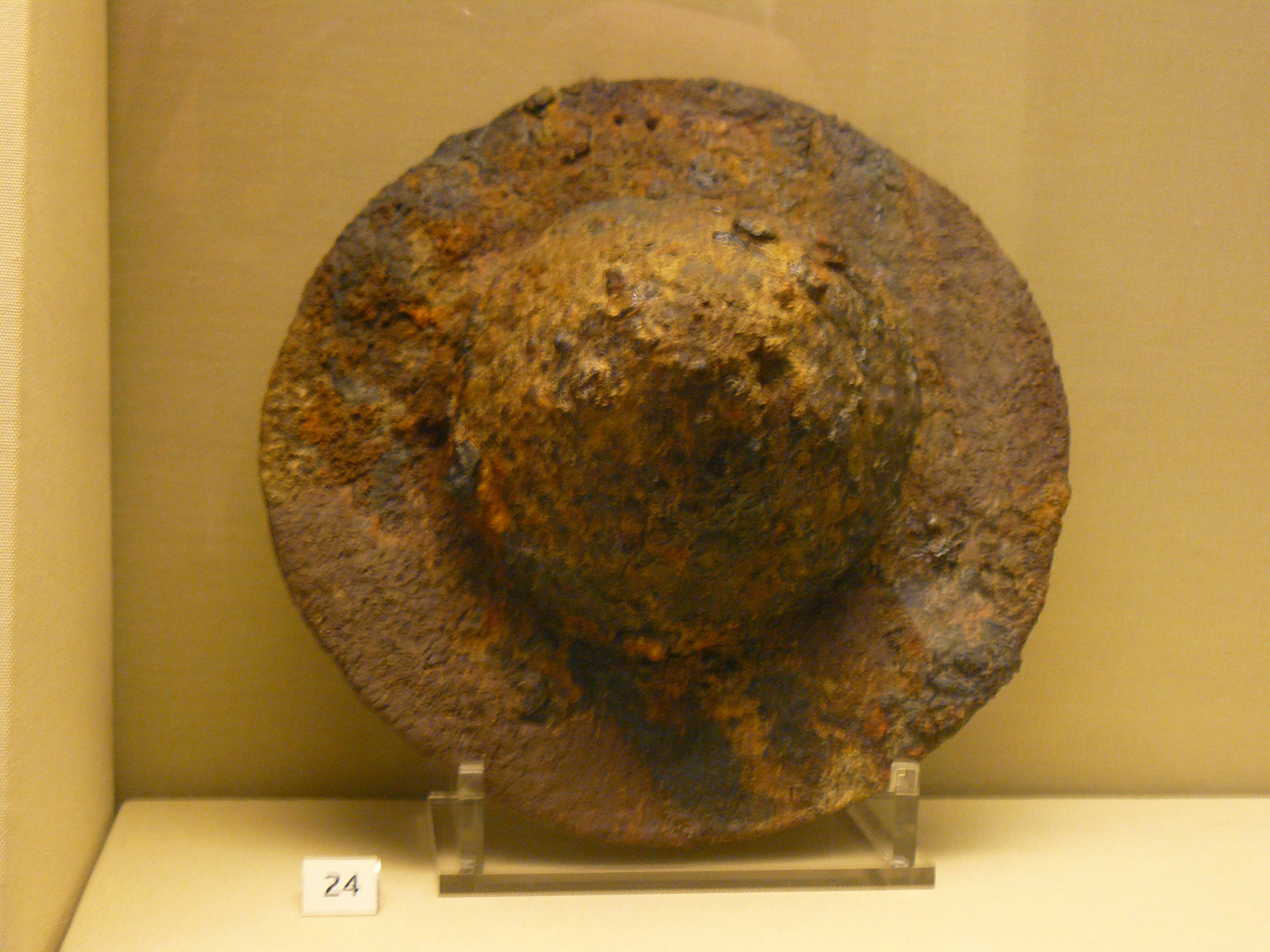
Bouclier gothique datant du IVe siècle ou Ve siècle conservé à Kertch (Crimée, Ukraine).

L'événement essentiel de l'histoire des Greutunges est leur soumission par les Huns sous le règne d'Ermanaric, vers 375.
L'espace dominé par les Greutunges est probablement considérable avant l'irruption des Huns. La principale source contemporaine, Ammien Marcellin, ne fournit guère d'indications sur ce point, mais les Getica de Jordanès donnent un peu plus de détails. Le centre de la domination greutunge se situe dans l'actuelle Ukraine entre le Dniestr (Tyras) et le Don (Tanaïs) et l'empire englobe d'autres groupes ethniques que les Goths. Jordanès indique qu'Ermanaric aurait, vers la fin de son règne, vaincu les Vénètes, un peuple slave. Il cite aussi une série de peuples soumis par Ermanaric : Golthescytha Thiudos Inaunxis Vasinobroncas Merens Mordens Imniscaris Rogas Tadzans Athaul Navego Bubegenas Goldas. Cette liste n'est pas très claire, mais on peut identifier les « Merens » et « Mordens » aux Mériens et aux Mordves, les « Imniscaris » aux Mechtchériens attestés dans la Chronique des temps passés de Nestor.
En ce qui concerne les « Vasinabroncas » (ou « Vasinabrocans »), on suppose qu'il s'agit d'un peuple vivant dans de riches prairies marécageuses situées dans la même région, mais que l'on ne peut localiser avec plus de précision. On associe « Rogas Tadzans » au vocable goth Rōastadjans, ce qui peut désigner les riverains de la Volga, Rhös étant la déformation mordve du nom goth du fleuve. Une autre interprétation associe Rogas aux Ougres. L'expression « Golthescytha Thiudos » est aussi objet de controverse. Une interprétation propose d'écarter « scytha » comme une interpolation ; Golthe thiudos signifierait « peuples de l'or ». Cette appellation pourrait avoir un rapport avec l'Oural, seul lieu de la région où a été trouvé de l'or. Michel Kazanski interprète Golthescytha comme une déformation de Celtoscytha, terme désignant les terres mal connues entre le pays des Scythes (l'est) et le pays des Celtes (l'ouest). Il lui paraît peu probable que les Goths aient pu établir une domination atteignant l'Oural, tandis qu'ils pouvaient atteindre les peuples (thiudos) finno-ougriens situés à l'ouest de la Volga. L'hypothèse maximaliste d'une zone d'influence gothe qui se serait étendue de la Baltique à l'Oural, est jugée excessive par la plupart des chercheurs modernes, d'autant que rien ne prouve qu'Ermanaric ait régné sur l'ensemble des Greutunges.
Elle est en partie fondé sur le contrôle du commerce entre l'Empire romain et les régions du Nord. Il s'agit notamment d'un trafic de peaux provenant des rivages arctiques, d'or de l'Oural, de cire et de miel. Ce dernier produit est une spécialité des Mechtchériens, dont le nom d'étymologie finno-ougrienne renvoie au butinage des abeilles. Ermanaric parvient à soumettre les Hérules, qui contrôlent la sortie de la route Volga-Don, ce qui n'a de sens que sur un plan commercial. Ainsi l'empire d'Ermanaric est-il un précurseur de l'empire varègue de la fin du premier millénaire. Sur le plan militaire, les Greutunges, influencés par les peuples iraniens de la steppe, donnent un rôle essentiel à la cavalerie lourde des cataphractaires, à la différence des Tervinges chez qui l'infanterie prédomine. Le cavalier goth pratique le duel et peut parcourir de longues traites.
Vers 370, les Huns soumettent les Alains et franchissent le Don, déclarant de fait la guerre à Ermanaric. Les cavaliers huns dominent largement les guerriers goths grâce à leurs arcs ultramodernes et leur tactique de l'attaque surprise. Le roi lui-même, selon Ammien Marcellus, n'aurait voulu ni en faire l'expérience, ni en assumer la responsabilité. Ayant essuyé plusieurs défaites, il choisit de mettre fin à ses jours. Son peuple choisit un successeur dans la famille royale, Withimer qui meurt dans une bataille. La résistance ostrogothe s'effondre en 375. La majeure partie du peuple passe alors sous la domination des Huns, mais un groupe important de Greutunges et d'Alains dirigés par Alatheus et par Safrac réussit à s'allier à des Huns dissidents et à échapper à cette soumission, avant de chercher refuge dans l'Empire romain en même temps que les Tervinges de Fritigern, avec lequel il s'assemble, participant ensuite à la bataille d'Andrinople contre l'empereur Valens (378).
La plupart des Greutunges soumis aux Huns les suivent dans leur migration vers l'ouest, mais une minorité reste en Crimée où elle maintiendra très longtemps une culture autonome. En effet la langue gothe y est encore parlée au XVIe siècle, lorsque l'ambassadeur flamand Ogier Ghislain de Busbecq rencontre ces Goths de Crimée à Istanbul. Il a retranscrit quelques mots de leur langue, très proches de l'allemand contemporain, comme reghen pour pluie, stul pour chaise ou handa qui signifie mains. Ce que l'on nomme « Gotenburgen », « les forteresses gothes », notamment leur capitale Dori, sont taillées directement dans la pierre.
Priscus rapporte que le goth constitue une importante langue vernaculaire dans l'empire hunnique d'Attila. D'autre part, la coutume de la turricéphalie est attestée chez les Goths vivant sous l'autorité des Huns. Les Huns adoptent des noms goths, tout comme les Goths prennent des patronymes huns. Néanmoins, cette relation reste ambivalente, certains groupes de Goths, tels celui mené par Radagaise au début du Ve siècle, se soustrayant à tout moment, ou du moins essayant d'y parvenir, au pouvoir de leurs suzerains.

#### Ostrogoths

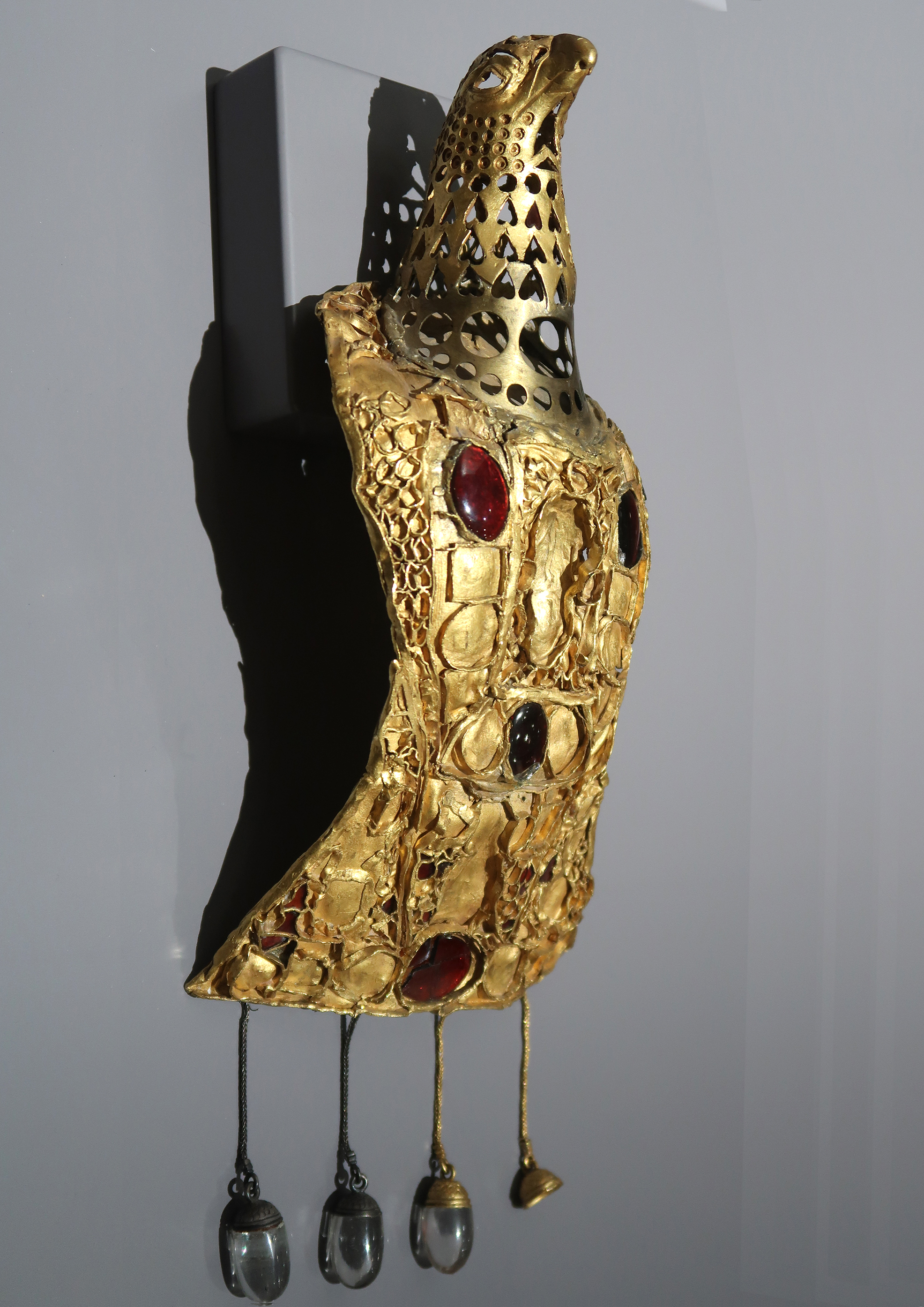
Aigle en or massif issu d'un trésor wisigoth de Dacie.

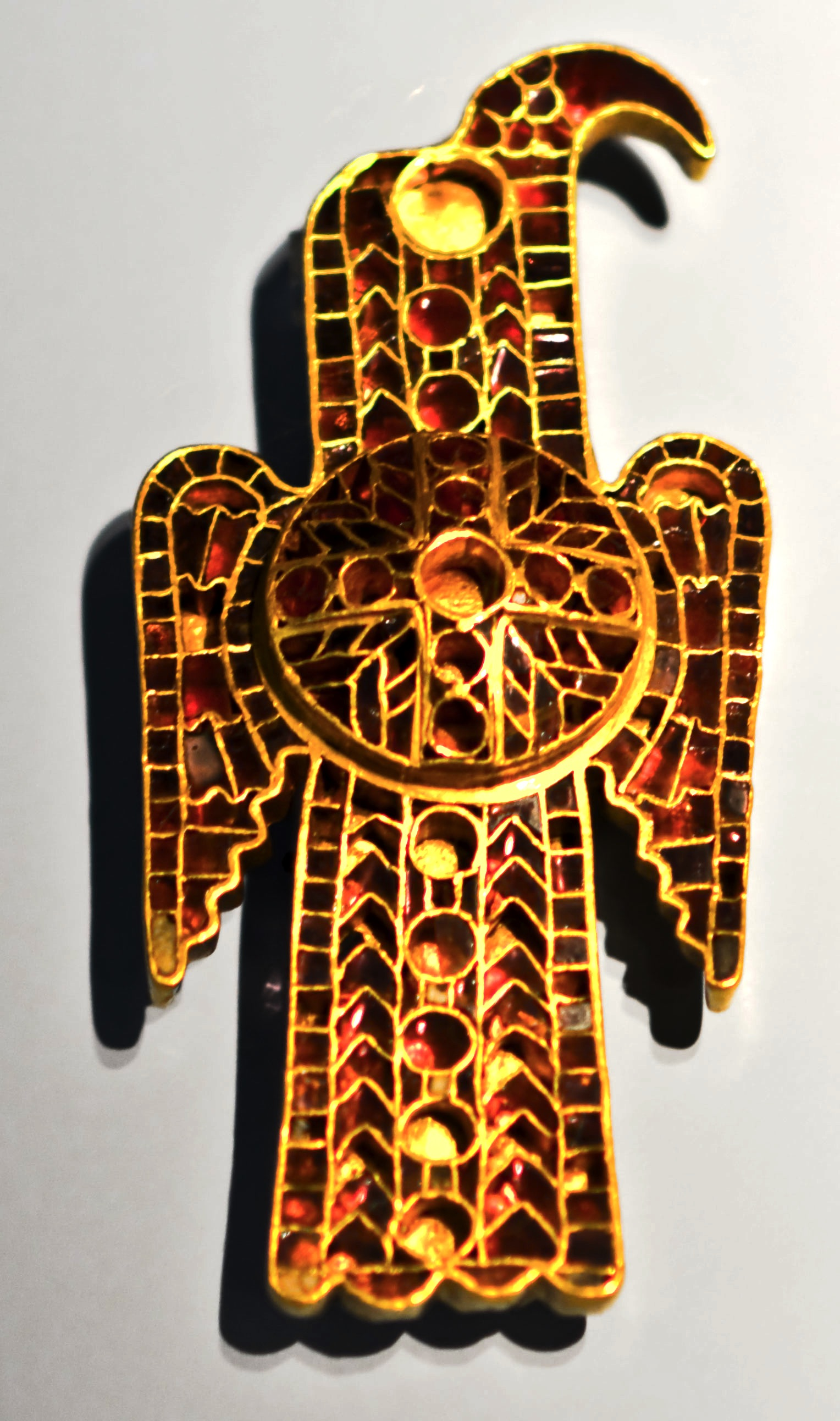
Fibule ostrogothe en forme d'aigle, vers 500, Germanisches Nationalmuseum Nuremberg.

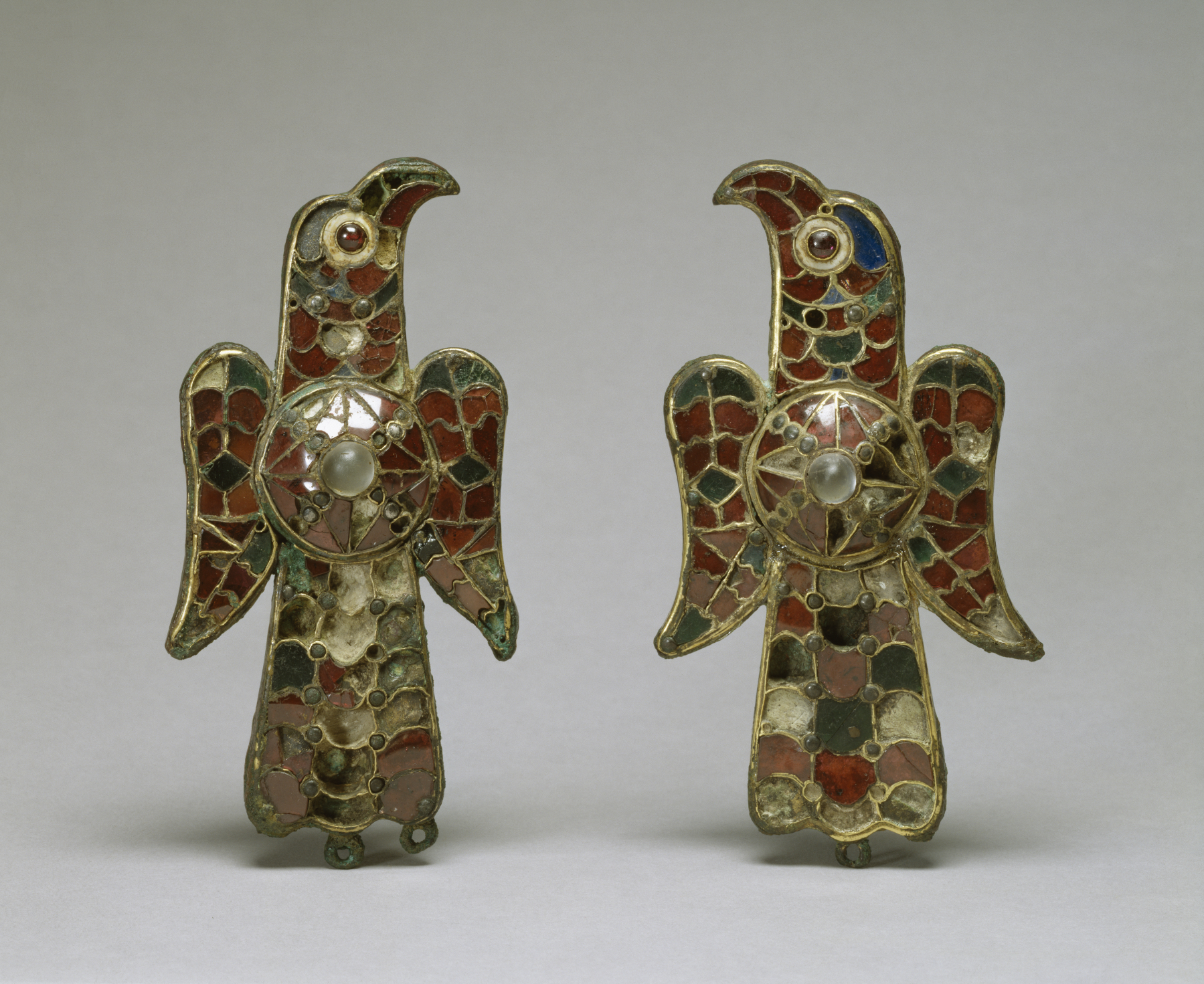
Fibules du VIe siècle en forme d'aigles, trouvées à Tierra de Barros (Badajoz) en Espagne.

Profitant du déclin du pouvoir hunnique après la mort d'Attila, les Gépides et d'autres peuples vassaux se libèrent lors de la bataille de la Nedao en 454. Les Goths sont alors du côté des Huns, mais la défaite leur apporte l'indépendance. D'après certains historiens, c'est à ce moment que les Ostrogoths se constituent en groupe distinct. Tandis que les rescapés huns se replient vers l'est, les Ostrogoths concluent un traité de fédération avec l'Empire romain et s'installent en Pannonie. En 469, à la bataille de la Bolia (de), ils battent une coalition de plusieurs tribus ennemies commandée par le skire Edecon et le suève Hunimund.
Théodoric le Grand, fils du roi Thiudimir, est otage à la cour de Constantinople, vraisemblablement de 459 à 469. Libéré, il conquiert le pouvoir sur une partie des Ostrogoths dans les Balkans et monte sur le trône en 474. Il a cependant des rivaux parmi les Ostrogoths qui ont pris place dans la haute administration byzantine, tel le chef d'état-major Théodoric Strabon. Ce n'est qu'après la mort accidentelle de Strabon, en 481, que Théodoric peut définitivement s'imposer.
En 488, Théodoric part pour l'Italie pour le compte de l'empereur Zénon qui compte se débarrasser des Amales. Il emmène la majeure partie des Ostrogoths contre Odoacre, qui a déposé Romulus Augustule en 476 et dirige depuis l'Italie en qualité de patrice. C'est alors que débute la bataille de Ravenne, qui durera cinq ans. Le 5 mars 493, lors d'un « banquet de réconciliation » à Ravenne, Theodoric poignarde Odoacre et fait assassiner ses officiers, trahissant l'accord auquel tous deux sont parvenus. Dès lors, Théodoric règne sur l'Italie en tant que « princeps Romanus » et « lieutenant de l'empereur », Constantinople devant bon gré mal gré accepter le fait accompli. Un accord provisoire entre Ravenne et Constantinople intervient en 497, dans lequel l'empereur manifeste son acceptation de l'autorité gothe ; mais cet accord ne concerne que Théodoric et nullement ses descendants. La concurrence étant éliminée dans son propre camp, l'autorité de Théodoric se rattache aux pratiques administratives en Italie à la fin de l'Antiquité, à la fois l'aspiration à un équilibrage entre Goths et Romains, qui étaient ariens ou catholiques, et le renforcement du pouvoir par une politique matrimoniale et un jeu d'alliances. Il ne parvient néanmoins pas à empêcher l'expansion des Francs en Gaule. Après la défaite des Wisigoths en 507 à Vouillé (ou à Voulon), face aux Francs et aux Burgondes, seule la côte méditerranéenne reste provisoirement aux mains des Goths. En 511, Théodoric monte sur le trône des Wisigoths.
Les dernières années de Théodoric sont assombries par des fautes, comme l'exécution de Boèce. Il meurt le 30 août 524. Les années qui suivent sont troublées. Son successeur, Athalaric, petit-fils de Théodoric, n'a que dix ans et c'est sa mère, Amalasonte, qui exerce la régence avant d'être renversée en 534 par son cousin Théodat.
Sous la conduite de l'empereur Justinien, Constantinople engage alors les hostilités contre les Goths. En 535, le général byzantin Bélisaire débarque en Sicile. Il lance une offensive qui lui permet d'atteindre Rome. Les Goths révoltés chassent Théodat et placent sur le trône Vitigès qui va tenir tête à Bélisaire jusqu'en 540. En mai 540, une offensive de Bélisaire vers Ravenne lui permet de capturer le roi. Pourtant, en 541, ce qui reste de l'armée gothe porte Totila sur le trône. Celui-ci réussit, de façon totalement imprévue, à reconquérir en peu de temps une bonne partie de l'Italie. Il aura de toute évidence bénéficié de nombreux soutiens grâce au comportement détestable des agents impériaux. Dans la décennie qui suit, le pays est tellement ravagé par la guerre que la culture italienne de la fin de l'Antiquité ne s'en relèvera pas. C'est une guerre terrible et incertaine. Bélisaire, à nouveau envoyé pour conduire l'armée impériale, ne parvient pas à prendre de décisions, disposant d'effectifs trop réduits au moment où le gros de l'armée est engagé dans une campagne contre les Perses sassanides. Il est rappelé et, en 552, la nouvelle armée byzantine d'Italie, environ 30 000 soldats sous le commandement de Narsès, obtient une victoire décisive à la bataille de Taginae. C'est à la bataille du Vésuve à l'automne 552 qu'est mis un terme à l'agonie des Goths orientaux avec la chute de Teias. La plupart des Goths se soumettent alors à Narsès. Les rescapés se partagent entre la sujétion à Constantinople, quelques actions de résistance sporadiques et sans espoir, et l'assimilation culturelle aux Francs ou Lombards.

### Tervinges et Wisigoths

#### Tervinges (IIIeetIVesiècles)
Vers la fin du IIIe siècle, les Tervinges s'installent en Dacie, province abandonnée pour des raisons stratégiques par les Romains. Il est possible qu'ils aient pour cela l'assentiment de l'empereur, qui cherche à constituer une sorte de glacis. Ensuite, à l'exception de quelques razzias occasionnelles menées par les Tervinges, la situation reste calme jusqu'aux années précédant l'arrivée des Huns. En 332, Constantin le Grand leur impose un traité avec les Goths du Danube, par lequel ces derniers s'engagent à lui apporter une éventuelle assistance militaire et surtout à protéger le Danube des envahisseurs. Dans les années qui suivent, Wulfila, nommé évêque des Goths en 341, prêche le christianisme, mais sous la forme hérétique de l'arianisme.
Les Tervinges ont pour roi Athanaric à partir du milieu du IVe siècle. Resté païen, il organise des persécutions contre les chrétiens ; une opposition se forme, conduite par Fritigern, un noble converti au christianisme.
À partir de 365, des tensions apparaissent entre Romains et Tervinges. Athanaric soutient en effet l'usurpateur Procope ; il est nettement vaincu en 369 par l'empereur d'Orient Valens, qui par ailleurs soutient Fritigern.
Athanaric conserve cependant le pouvoir. La situation change avec l'apparition des Huns qui arrivent dans la région en 375, après avoir soumis les Greutunges. Athanaric se montrant incapable de résister, en 376, la plus grande partie des Tervinges, conduits par Fritigern, obtiennent le droit de se réfugier dans l'Empire. Athanaric suivi par le reste préfère se réfugier dans les Carpathes.

#### Wisigoths dans l'Empire romain

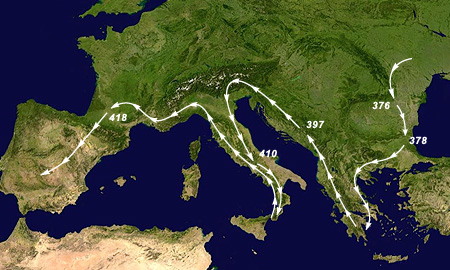
Parcours approximatif de la migration des Wisigoths. En l'espace de deux générations, de 376 à 418, ils traversent la moitié de l'Empire romain avant de se sédentariser dans les provinces occidentales.

Valens autorise les Goths de Fritigern à traverser le Danube et à s'établir dans le diocèse de Thrace. Du fait d'une interdiction de l'administration locale, ils ne sont cependant pas désarmés[réf. nécessaire]. Ce sont finalement des dizaines de milliers de Goths qui traversent le Danube à Durostorum, devant des Romains totalement dépassés par des problèmes dans le ravitaillement, ceci tenant largement à leur mauvaise gestion de la logistique[réf. nécessaire].
L'armée romaine, totalement débordée, ne peut empêcher que se mêlent au flot des Goths de Fritigern des membres d'autres tribus, ce qui mène bientôt à des « accrochages »[réf. nécessaire]. Les Greutunges d'Alatheus et Safrac, ainsi qu'un autre groupe tervinge conduit par Farnobius, franchissent le Danube à cette occasion, ainsi que des Alains et des fugitifs huns.
C'est cet ensemble de réfugiés, qui forment la Confédération des Trois Peuples[réf. nécessaire], qui forme le groupe auquel on peut donner le nom de Wisigoths. Un désordre insurmontable s’établit en Thrace et des habitants de l’Empire (esclaves, colons) en profitent pour reprendre leur liberté en rejoignant les nouveaux arrivants.
Les relations entre les réfugiés et les autorités romaines sont plutôt mauvaises. Il semble qu’il y ait eu parfois une volonté de réduire les Goths par la famine, ce qui aurait amené un nombre élevé de réductions en esclavage. Dans ces conditions, en 378, l’empereur décide d’intervenir militairement pour rétablir l’ordre.
L'empereur Valens marche sur la Thrace, à la tête d'une armée importante - quelque 15 000 à 20 000 hommes selon les estimations les plus crédibles - réunissant toutes les troupes encore disponibles en Orient. Son neveu Gratien doit l'appuyer par le Nord, mais il est accroché à l'improviste par des Alamans dans le nord-ouest de l'actuelle Bulgarie, ce qui retarde son arrivée. Valens décide néanmoins d'attaquer au matin du 9 août 378 à Andrinople. Les informations dont il dispose font état d'une troupe gothe de seulement 10 000 hommes. Pourtant, quand Valens arrive sur les lieux, il se heurte à une armée plus importante, retranchée derrière un redoutable cercle de chariots. Une négociation est engagée pour trouver une solution pacifique, mais elle est interrompue par deux unités romaines indisciplinées qui donnent inopinément l'assaut, entraînant le reste des troupes. Les Goths résistent si bien qu'ils obligent les Romains à reformer leurs rangs. Ils se lancent à nouveau à l'assaut du cercle de chariots fortifié. C'est à ce moment que la cavalerie greutunge, revenant du ravitaillement, entre dans la bataille, tandis que Fritigern tente une sortie. Les Romains sont pris en étau. Une attaque de leur aile gauche se brise sur la cavalerie greutunge. C'est alors la débandade dans la cavalerie et la réserve tactique de l'armée romaine. Les deux tiers de l'armée romaine, l'empereur Valens et la quasi-totalité des généraux et officiers de l'état major trouvent la mort dans cette bataille. Les unités les plus combatives de l'armée romaine d'Orient sont anéanties.

#### Rome et Goths après Andrinople (379-382)

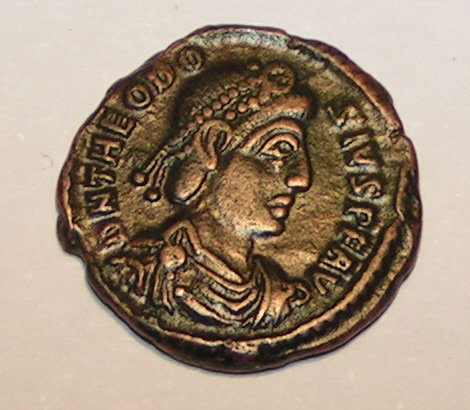
Représentation de Théodose Ier sur une pièce de monnaie romaine.

Après leur victoire d’Andrinople, les Goths s’attaquent aux villes de la région, mais c’est un échec. Ils se maintiennent cependant dans le diocèse de Thrace, mais certains passent dans celui de Dacie voire de Pannonie. Au début de 379, Valens est remplacé par Théodose, ancien duc de Mésie, nommé par Gratien maître de la cavalerie d’Orient, puis Auguste (19 janvier 379). La stratégie de Théodose envers les Germains est de les refouler vers le Danube tout en s’efforçant de les diviser.
Dès 379, Théodose conclut un accord avec un chef wisigoth chrétien mais orthodoxe (reconnaissant le symbole de Nicée), Modares, qui se met à son service ; puis en 380-381, il réussit à entrer en relation avec Athanaric, qui rallie ses troupes à Rome et vient lui-même s’installer à Constantinople, où il meurt peu après. En 380, le groupe ostrogoth d’Alatheus et Safrax est bloqué vers le sud et se tourne vers le nord-ouest, passant en Pannonie où Gratien lui permet de s’installer. En même temps, Théodose bloque le mouvement de Fritigern vers la Thessalie. Mais il n’apparaît pas possible en fin de compte de faire repasser le Danube aux Wisigoths, d’où la conclusion avec Fritigern d’un nouveau traité.
Selon Roger Rémondon, aux termes de ce traité, les Goths de Fritigern sont installés entre le Danube et le fleuve Hémos, dans une région qu’ils d’ailleurs ont largement ravagée ; ils sont considérés comme peuple indépendant allié à l’Empire, gouverné par ses propres chefs selon ses propres lois ; ils sont exempts d’impôts ; ils doivent le service militaire, mais dans une armée spécifique, et moyennant une solde. Les Romains (assez peu nombreux) souhaitant rester dans la zone affectée aux Goths conservent le statut et les obligations des citoyens romains. Le contenu précis et la signification du traité de 382 sont cependant l’objet de controverses,. Un point important est qu’il s’agit d’un traité de fédération avec un peuple installé à l’intérieur de l’Empire, ce qui est un des aspects de la « barbarisation » caractéristique de cette période. Le traité de 382 est à l'origine d'un rapprochement sensible entre Goths et Romains d'Orient : un certain nombre de Goths entrent dans les sphères dirigeantes de l'empire romain d'Orient, et d'autres s'installent à Constantinople pour y vivre de leur travail. Théodose a dans l'ensemble une attitude particulièrement favorable aux Goths. Au total, si l'on peut douter du fait que la bataille d'Andrinople ait été l'élément déclencheur du déclin de l'Empire, comme cela a parfois été allégué par l'historiographie, il en a bien résulté une réorientation de la politique romaine.

#### Dans l’Empire de 382 à 395
Les conséquences de la bataille d'Andrinople sont multiples. Les Wisigoths sont désormais considérés comme des combattants redoutables, la christianisation est encouragée tandis que Rome se voit contrainte de faire évoluer sa politique à l'égard des Barbares déjà membres de l'Empire. Cela signifie qu'ils seront désormais intégrés et que des mesures seront prises à cet effet sur les plans économique, politique et juridique. Elle se recentre alors bien plus sur la diplomatie et les contributions que sur les frappes préventives. À la base, cela tient à un cruel manque de soldats qui incite par ailleurs à la « barbarisation » de l'armée[réf. nécessaire].
Dans l’ensemble, après le traité de 382, l’ordre est maintenu à la frontière et dans les régions danubiennes.
En 386, Théodose parvient à éliminer une nouvelle arrivée de Goths Greutunges à travers le Danube (sous le commandement de leur chef Odotheus) ; un autre groupe ostrogoth dirigé par Tribigild reçoit l’autorisation de s’installer en Phrygie. Il est probable que la pression croissante des Huns ait poussé à partir de 391 quelques clans wisigoths à migrer vers le sud. C'est dans ce contexte que Fravitta, chef de tribu loyal à Rome, assassine son rival Eriulf. En 391-392, des Wisigoths se manifestent de nouveau sous la direction d’Alaric, Fravitta et Eriulf. Mais ces bandes sont neutralisées par Théodose et acceptent de se mettre au service de l’empereur. En 394, les Goths d’Alaric, qui apparaît maintenant comme principal chef wisigoth, sont parmi les soutiens de Théodose, sous les ordres de son commandant en chef Stilicon, dans la guerre contre l'usurpateur Eugène, nommé Auguste pour l’Occident du fait du maître de la milice Arbogast.

#### Déplacements ultérieurs et prise de Rome

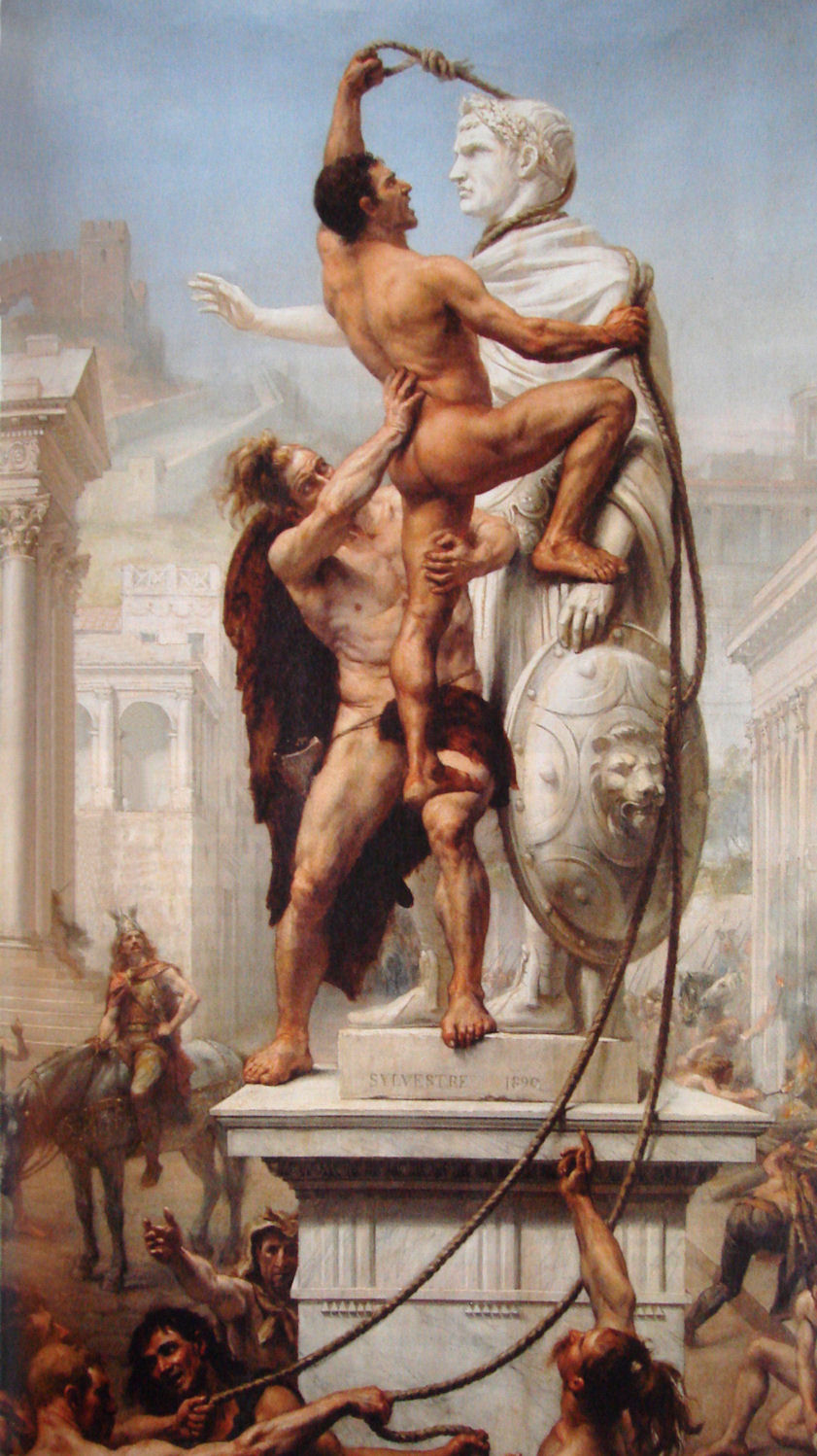
Sac de Rome de 410 par les troupes d'Alaric. Tableau de Joseph-Noël Sylvestre.

Il est probable que la pression croissante des Huns ait poussé à partir de 391 quelques clans wisigoths à migrer vers le sud. C'est dans ce contexte que Fravitta, chef de tribu loyal à Rome, assassine son rival Eriulf (en). Lorsqu'en 395, année de la mort de Théodose, les Huns franchissent massivement le Danube, la plupart des Goths implantés en 382 fuient sous la direction d'Alaric Ier et ravagent les Balkans et le Péloponnèse. Ils ne se considèrent plus comme liés par les traités[réf. nécessaire] passés avec Théodose.
Vaincus par le généralissime romain Stilicon, ils obtiennent en 397 la signature d'un nouveau traité qui permet leur installation en Macédoine. Ils n'y passent que quatre années, Alaric n'ayant pas obtenu des Romains un statut et des garanties correspondant à ses attentes, compte tenu de l'aide apportée dans la lutte contre Eugène. En 401, les Goths reprennent la route et sillonnent les Balkans et l'Italie, parvenant à Rome en 408, après la mort de Stilicon. Alaric presse avec insistance l'empereur Honorius de s'occuper de ses hommes et de les dédommager, mais cette requête est prise à la légère et rejetée par la cour romaine (qui se trouve à Ravenne), où prédomine alors un clan hostile aux barbares. Aussi, le 24 août 410 après deux ultimatums, les troupes d'Alaric s'emparent de Rome, qu'ils pillent pendant trois jours.
Le ravitaillement restant des plus précaires, Alaric fait alors vraisemblablement une tentative pour gagner l'Afrique du Nord, mais les bateaux lui font défaut. Il meurt lors de la retraite de ses troupes vers l'Italie du Nord.
Son successeur Athaulf conduit les Wisigoths en Gaule. Au terme de nouveaux engagements militaires, notamment vers l'Espagne et après une seconde tentative de percée vers l'Afrique du Nord, les Goths subissent en 418 une défaite face aux troupes impériales. Ils obtiennent néanmoins un nouveau traité de fédération et sont établis en Aquitaine par le général en chef Constance. c'est le début du royaume wisigoth de Toulouse.

#### Royaume de Toulouse
Au cours des décennies suivantes, de nombreux accrochages ont lieu, opposant les Romains tantôt aux Wisigoths, tantôt à d'autres tribus germaniques, avant que la menace hunnique atteigne la Gaule. En 451, la bataille des champs Catalauniques oppose les Huns et différents groupes germaniques, notamment des Ostrogoths, au camp rassemblant Romains, Gaulois et Germains fédérés, dont les Wisigoths. Même s'il est difficile de désigner un vainqueur, l'aura d'invincibilité qui nimbait Attila s'évanouit alors. Selon la légende[réf. nécessaire], le roi des Wisigoths Théodoric Ier aurait été tué par une épée lancée par un Ostrogoth, Andagis.

Le monde méditerranéen aux environs de 450. On reconnaît les espaces colonisés par les tribus germaniques à l'intérieur de l'Empire romain.

Par la suite, le royaume wisigoth s'affermit sous le règne de Théodoric II qui impose même sur le trône impérial l'aristocrate gallo-romain Eparchus Avitus. Après la mort d'Avitus, Théodoric affronte le général en chef romain Ægidius, qui en 458 avait obligé les Wisigoths à lever le siège d'Arles. Ægidius, brouillé avec le gouvernement impérial, se replie en 461 vers le nord de la Gaule. Il est attaqué par les Wisigoths qui opèrent pour le compte de Ricimer, le véritable maître à Ravenne. Avec l'appui des Francs, Ægidius parvient à vaincre ses ennemis à Orléans en 463, créant une enclave romaine qui perdurera jusqu'en 486 sous l'autorité d'Ægidius, puis de son fils Syagrius.
Malgré cet échec, le royaume wisigoth s'étend, sous le règne d'Euric. Celui-ci, mettant à profit la faiblesse de l'empereur romain d'Occident, ne tient plus compte du traité de fédération et s'emploie à conquérir les régions gauloises limitrophes. Non seulement les Goths ne se heurtent à aucune résistance significative, mais ils supplantent les Romains dans des secteurs que ceux-ci sont incapables de tenir. L'Hispanie ne tarde pas à tomber sous l'hégémonie wisigothe, Euric s'y installant fermement. Aussi, lorsque l'Empire romain d'Occident disparaît en 476, le royaume de Toulouse devient de facto indépendant, et atteint son apogée en s'étendant du centre de la France actuelle (régions de la Loire) jusqu'à l'Espagne qui voit déferler deux grandes vagues[réf. nécessaire] d'envahisseurs dans les années 490.
Sous le règne d'Alaric II, les Wisigoths subissent une défaite majeure lors de la bataille de Vouillé en 507, face aux Francs de Clovis, qui, en 486, a déjà conquis le royaume de Syagrius en Gaule du Nord.
Les Francs s'emparent ensuite de l'Aquitaine y compris Toulouse. Alaric ayant été tué au combat, son fils Amalaric prend pour un temps la succession. Les Wisigoths se retrouvent cantonnés à la péninsule ibérique mais conservent la Septimanie, grâce à l'aide des Ostrogoths de Théodoric qui veut empêcher les Francs de contrôler la côte méditerranéenne.
En 511, Théodoric se proclame roi des Wisigoths.

#### Royaume de Tolède (526-711)
En 526, après la mort de Théodoric, les Wisigoths retrouvent leur indépendance dans le royaume wisigoth de Tolède. Tolède devient le nouveau siège royal, succédant à Merida.

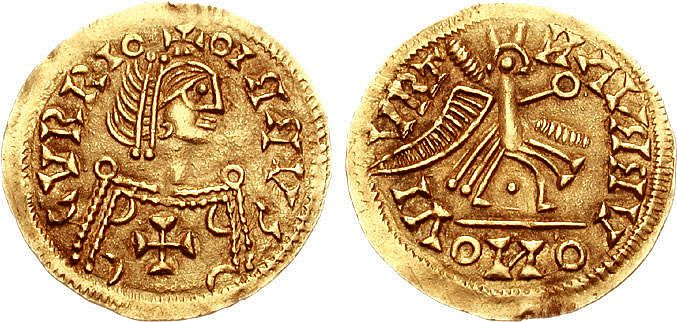
Monnaie wisigothe, 568-586.

C'est seulement à partir des années 560, au terme d'une longue période de troubles, que le roi Léovigild consolide le royaume et parvient à contrôler la quasi-totalité de la péninsule ibérique. Il soumet les Cantabres et les Suèves au nord-ouest et contient les Byzantins qui, sous Justinien Ier, se sont emparés de régions méridionales autour de Carthagène. Les décennies qui suivent sont émaillées de nombreuses querelles de succession. Sous l'influence romaine, la vieille royauté militaire germanique a évolué vers une monarchie élective et de puissantes familles aristocratiques s'affrontent pour le pouvoir. La maison régnante d'alors s'efforce de les contrer en instituant une monarchie héréditaire.

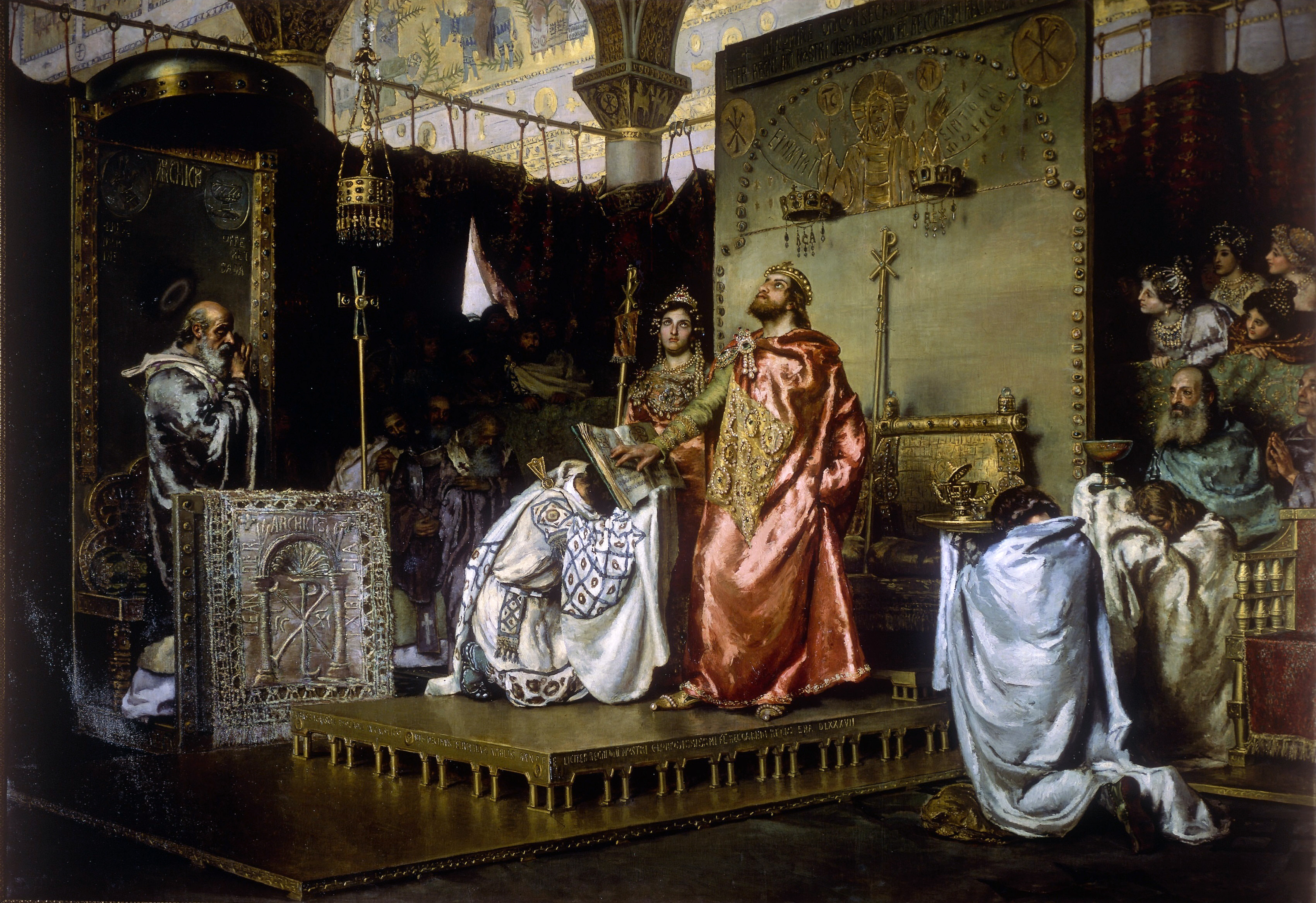
La Conversion de Récarède (Antonio Muñoz Degrain, 1888). Palais du Sénat, Madrid (Espagne).

L'Église catholique romaine représente un autre outil de pouvoir. Après de vaines tentatives pour amener la majorité de la population à l'arianisme, les rois finissent par se résoudre à prendre un virage radical : dès 587, le roi Récarède Ier se convertit au christianisme nicéen et le IIIe Concile de Tolède en 589 fait de celui-ci la religion officielle du royaume, précipitant la disparition de l'arianisme. En outre, la nouvelle politique religieuse légalise désormais une pratique fréquente bien qu'interdite : le métissage entre Wisigoths ariens, qui représentent 2 à 3 % seulement de la population totale de l'Espagne, et les autres composantes ethniques de la société, trinitaires. Cela entraîne également une rapide extinction de l'usage de la langue gotique au profit de la langue romane vernaculaire. Personne ne semble plus pratiquer le gotique au moment de l'invasion arabe en 711, à l'exception de la haute aristocratie. Les rois wisigoths exercent de fait pleinement leur autorité sur l'Église, sans immixtion du pape, et avec le plein consentement des évêques espagnols.
À partir de la fin du VIe siècle, le royaume wisigoth vit un épanouissement culturel, caractérisé par une acculturation aux apports romains ; les rois eux-mêmes poursuivent jusqu'au VIIe siècle la codification du droit qui avait été entreprise par Euric. Le roi Wamba (672-680) est le premier monarque occidental à se faire oindre, selon une pratique de l'Ancien Testament, un moyen de renforcer sa position qui sera repris quelques décennies plus tard dans le royaume des Francs. En 710, après la mort de Wittiza, Rodéric (Rodrigo) est élu roi.
Les Musulmans, après avoir conquis toute l'Afrique du Nord, franchissent le détroit de Gibraltar avec un corps expéditionnaire d'au moins 8 000 hommes. Rodéric est vaincu à la bataille du Guadalete. Tolède tombe sans combattre. Malgré la résistance de Séville et de quelques autres grandes cités, la conquête musulmane de la péninsule ibérique est achevée en 718 sauf le nord. En 725, les Musulmans prennent le contrôle de la Septimanie, mais concluent un accord avec un noble wisigoth nommé Théodomir (Tudmir) lui laissant le pouvoir sous contrôle musulman dans le « royaume de Tudmir (de) ». Dans les Asturies, en principe non soumises aux Musulmans apparaît dès la fin des années 710 un foyer de résistance autour du noble goth Pélage, qui avec les Astures d'origine celtique, quelques nobles wisigoths et population wisigothe en fuyant vers le nord pour rejoindre la résistance, dans les années 720 aurait infligé aux Musulmans une défaite à Covadonga. Il est à l'origine du Royaume des Asturies, dont les souverains se considéreront plus tard comme les successeurs des rois wisigoths, et fondement de la future Reconquista.
Extrait de l'article Covadonga de F. Navarro Villoslada (1818-1895), dans le journal culturel et scientifique espagnol El Museo Universal, publié en 1857, sur les Goths de Pélage :

« Avec une telle vie, leur esprit et leur corps ont été revigorés en même temps. Ils n'étaient plus les Wisigoths lâches et efféminés de Witiza, ils étaient les dignes descendants de cette race teutonne venue mêler son sang à celui du Bas-Empire pour sauver la civilisation européenne, ils étaient ces fils du Nord que l'on appelait le fléau de Dieu. »

## Culture
Il est à noter qu'après leur installation, Wisigoths comme Ostrogoths, se sont plus ou moins appropriés la culture latine, même s'ils conservent une certaine originalité. À l'inverse, dans l'Espagne médiévale, la civilisation islamique a emprunté quelques éléments aux Wisigoths, comme la forme des chapiteaux dans les mosquées, ce qui est particulièrement visible en Andalousie.

### Langue
Le gotique est le représentant le plus significatif du rameau linguistique germain oriental, dont relèvent également le vandale et le burgonde. Le gotique est parvenu dans une version plus archaïque que le vieil anglais ou le vieux norrois par exemple, puisqu'il a acquis une forme écrite bien avant toutes les autres langues germaniques, à la suite de la traduction de la Bible par Wulfila, une des plus anciennes bibles en langue vernaculaire (autre que l’hébreu, le grec ou le latin). Sur le plan linguistique, l’arianisme était plutôt favorable à la conservation de la langue gotique, puisque le culte devait avoir lieu en langue vernaculaire et non pas en latin ou en grec.
En Europe occidentale, le gotique cesse d'être utilisé couramment à partir de la seconde moitié du VIe siècle en raison de la disparition des États goths de Gaule (Wisigoths du royaume de Toulouse) et d’Italie (Ostrogoths de Théodoric le Grand), puis de la conversion au catholicisme des Goths d'Espagne à la fin du VIe siècle (il aurait toutefois survécu en Espagne jusqu'au milieu du VIIe siècle). L’assimilation linguistique a été assez rapide, compte tenu du faible nombre de Goths installés en Occident.
En ce qui concerne l’Orient, le Franc Walafrid Strabon signale qu'au début du IXe siècle, la langue gotique est encore parlée sur le cours inférieur du Danube. C’est en Crimée qu’elle aurait subsisté le plus longtemps sous la forme du gotique de Crimée, dialecte parlé sporadiquement à la fin du XVIe au témoignage d'Ogier Ghislain de Busbecq et même un ou deux siècles plus tard. Aujourd'hui le gotique a totalement disparu, mais quelques traces en subsistent dans le lexique de certaines langues romanes.

### Religion

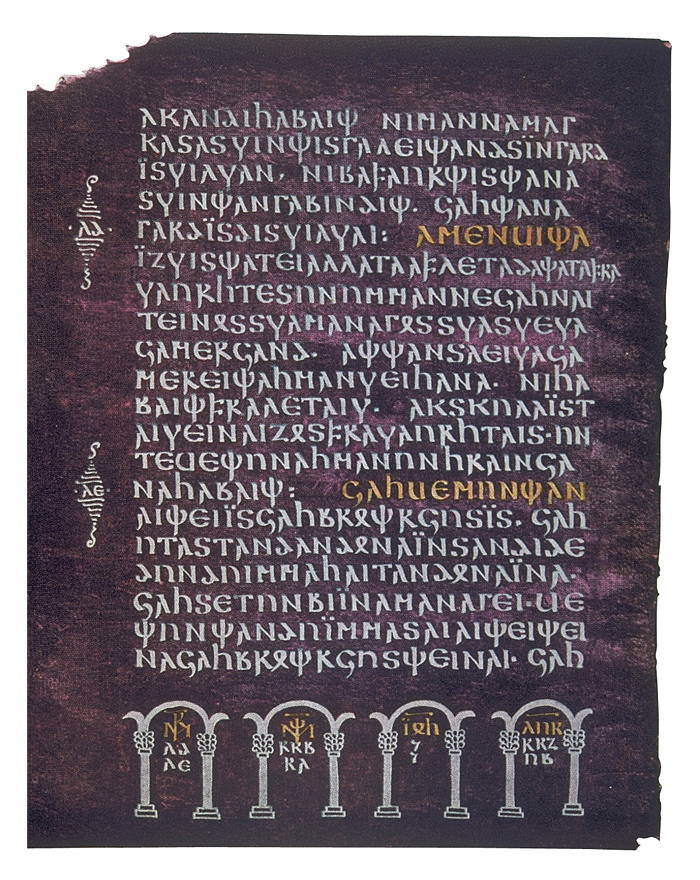
Une page du Codex Argenteus.

La religion originelle des Goths fait partie des religions germaniques, sur lesquelles il subsiste peu de sources. Jordanès rapporte que les Goths, après une victoire, ne considéraient plus leur roi comme un homme ordinaire mais le dépeignaient comme un demi-dieu (en latin semideus, en gotique ansis). Le mot ansis pourrait représenter une forme gothe du terme « Ases », groupe des principaux dieux de la mythologie nordique. La divinité principale était vraisemblablement le dieu Gaut.
Par ailleurs, le Danube ainsi que d'autres cours d'eau sont vénérés comme des divinités. Le dieu des fleuves fait l'objet de sacrifices humains, et des serments sont prononcés sous son invocation. Les combats s'ouvrent sur des incantations aux ancêtres et des libations d'hydromel. Dans chaque tribu, prêtres et chamans des deux sexes vénèrent des divinités locales. Rien ne montre cependant qu'il ait existé un culte commun à tous les Goths, voire seulement à tous les Wisigoths.[réf. nécessaire]
Les Goths entrent en contact avec le christianisme dès le IIIe siècle, d’abord à cause des prisonniers chrétiens faits lors des razzias dans l’Empire romain. À partir des années 340, une évangélisation systématique a lieu avec l’arrivée d’Ulfila, « évêque des Goths » vers 341, lui-même d’origine gothe et connaissant très bien la langue gotique, mais ayant bénéficié d’une éducation gréco-romaine poussée. Cette prédication est surtout connue en ce qui concerne les Tervinges, à l’ouest du Dniestr. Elle propage la doctrine chrétienne sous la forme de l’arianisme, qui malgré la condamnation du concile de Nicée en 325, prédomine de facto dans l’Empire d’Orient au milieu du IVe siècle. Socialement parlant, le christianisme progresse de la base vers le sommet. Les milieux dirigeants tervinges voient en lui une menace à l'ordre social et soupçonnent les chrétiens de collaboration avec les Romains. Athanaric, ennemi juré de Rome, est à ce titre porte-parole des roitelets wisigoths jusqu'en 375. Au nom des divinités traditionnelles, il persécute les Goths chrétiens, notamment avant 346 et de 369 à 372. Ces persécutions anti-chrétiennes prennent un tour parfois extrêmement violent. C'est ainsi qu'Athanaric les fait brûler dans leurs maisons, tandis qu'un autre Goth, Winguric, les immole[réf. nécessaire].
Après avoir fui les premières persécutions dans le royaume des Goths et s'être installé sous la protection de l'empereur romain Constance II au sud du Danube, Ulfila et ses assistants effectuent une traduction de la Bible en langue gotique. Ce travail dure de 350 à sa mort en 383, fondé sur des éléments déjà traduits par des missionnaires latins et grecs. L'exemplaire le mieux conservé est le Codex Argenteus, une pièce royale rédigée à l'encre d'argent et d'or sur un vélin teint en pourpre, témoin de l'importance accordée à ces efforts fondateurs de l'identité au VIe siècle. Malgré les persécutions, les Goths convertis finissent par représenter une force et par trouver des chefs, notamment en la personne de Fritigern, rival d'Athanaric. Dans les années 360, Fritigern soutient l'empereur Valens alors qu’Athanaric prend le parti de l’usurpateur Procope. Cela amène des affrontements entre Goths en 367, dont Athanaric sort vainqueur, ce qui amène de nouvelle persécutions contre les chrétiens.
La christianisation des Ostrogoths est moins bien connue. Les Greutunges ont probablement été aussi touchés par l’évangélisation au IIIe siècle. Les Ostrogoths de Théodoric à la fin du Ve siècle sont comme les Wisigoths des tenants de l’arianisme, ainsi que les Goths de Pannonie à la même époque.
Ce n'est qu'à partir du VIe siècle que les Goths sont passés de l'arianisme au christianisme nicéen (que les historiens modernes catholiques dénomment « catholicisme », tandis que les orthodoxes le dénomment « orthodoxie »).

### Orfèvrerie wisigothique
L'orfèvrerie connaît un grand essor, notamment avec l'atelier royal d'où sortent croix et couronnes votives qui, comme à Byzance sont suspendues au-dessus des autels, se démarquent les couronnes votives de Réceswinthe vers 670, et Swinthila vers 625, celle de Réceswinthe se trouve au Musée archéologique national de Madrid tandis que celle de Swinthila fut dérobée dans la nuit du 4 avril 1921 de l'Armurerie du Palais royal en Madrid et n'a jamais pu être retracée,. Parmi les couronnes, en or et en pierres précieuses, la couronne de Réceswinthe est celle qui attire le plus l'attention en raison de son orfèvrerie et de sa beauté avec des lettres qui y sont suspendues, dans lesquelles on peut lire « RECCESVINTHVS REX OFFERET » (« Le roi Réceswinthe l'a offert »). L'un des exemples les plus frappants de l'art wisigoth en Hispanie, est dû à l'invention du trésor de Guarrazar, un trésor d'orfèvrerie composé de couronnes et de croix que plusieurs rois de Tolède ont offert en leur temps comme une exaltation. Le trèsor a été exhumé entre 1858 et 1861 sur le site archéologique appelé Huerta de Guarrazar, situé dans la ville de Guadamur, près de Tolède. Actuellement, les pièces sont réparties entre le musée de Cluny à Paris, l'Armurerie du Palais royal et le Musée archéologique national, tous deux à Madrid.
Les fibules aquiliformes (en forme d'aigle) qui ont été découvertes dans des nécropoles telles que Duraton, Madrona ou Castiltierra (villes de Ségovie), d'une grande importance archéologique, sont un exemple indubitable de la présence wisigothe en Espagne. Ces fibules étaient utilisées individuellement ou par paires, comme fermoirs ou épingles en or, en bronze et en verre pour joindre les vêtements, montrent le travail des orfèvres de l'Hispanie wisigothe.
Il convient également de noter les boucles de ceinture trouvées en Espagne, des historiens tels que G. G. Koenig, voient, des caractéristiques similaires à la mode danubienne des Ve – VIe siècles, et selon le professeur Michel Kazanski directeur de recherche du Conseil national de la recherche scientifique de France (CNRS), celle-ci s'est développée au nord de la mer Noire vers l'an 400, et les peuples germaniques l'ont ensuite apportée à l'Ouest.

### Architecture wisigothique

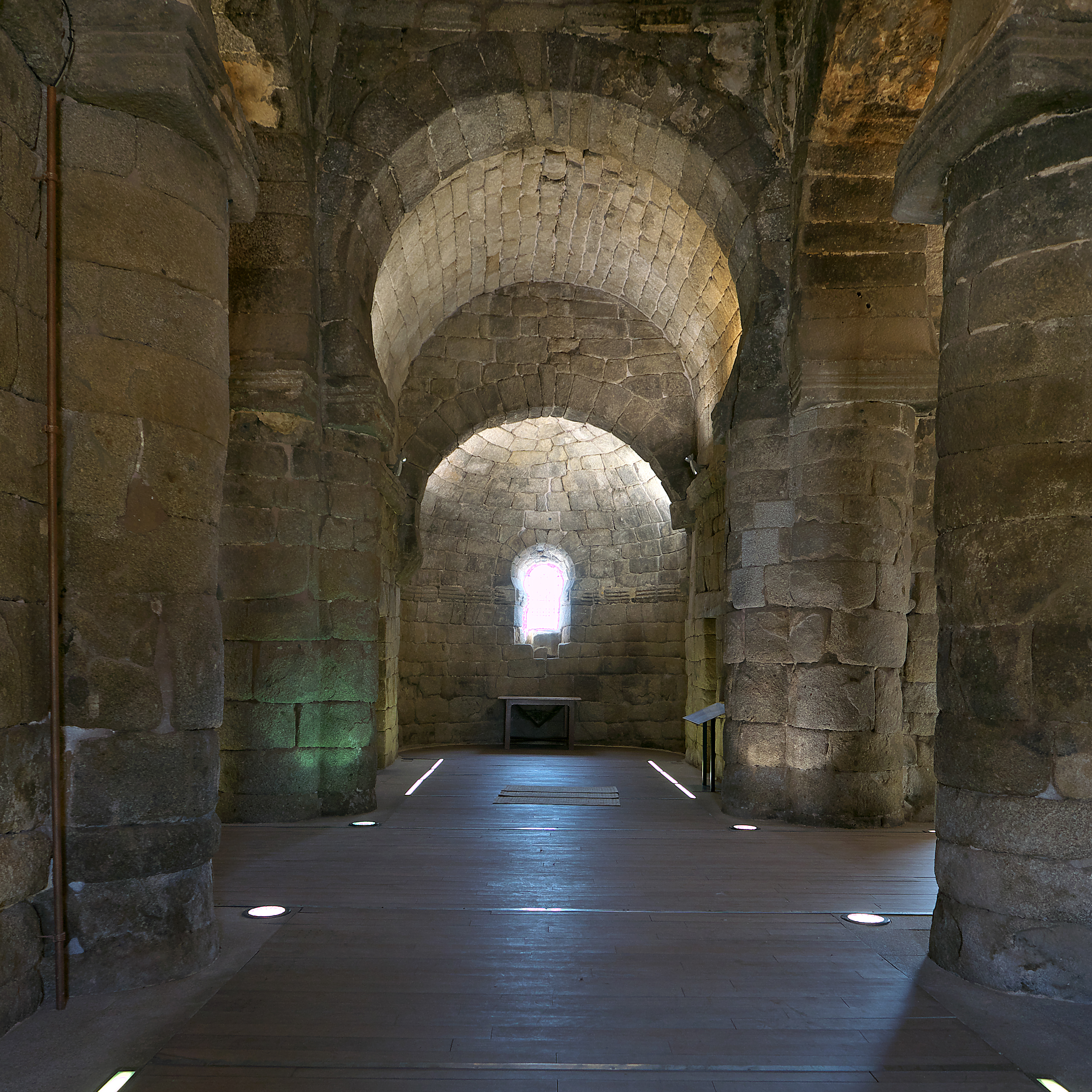
Intérieur de l'église wisigothe de Santa Maria de Melque. Espagne.

L'architecture wisigothique a une stylistique remarquable : l'arc outrepassé, arc en fer à cheval dont le diamètre est plus large que l'espace entre les piliers qui le soutiennent. Cette forme sera copiée par les musulmans.
Certains des édifices de l'architecture wisigothe sont parvenus jusqu'à l'époque actuelle, à l'instar de l'ermitage de Sainte-Marie de Quintanilla de las Viñas à Burgos, l'église de San Pedro de la Nave, l'église de Santa María de Melque, à San Martín de Montalbán, l'église Saint-Jean-Baptiste de Baños de Cerrato à Venta de Baños de type basilique latine, les églises de San Martín et de église Santa Comba de Bande, toutes deux de style plus ou moins byzantin en forme de croix grecque, l'église de Santa Lucía del Trampal à Alcuéscar, la crypte de la cathédrale San Antolín à Palencia, l'église de Sant Cugat del Vallès, dans la banlieue de Barcelone, bâtie au VIe siècle, et au Portugal, la chapelle de São Frutuoso de Montélios, près de Braga.

### Système politique
L'espace de souveraineté des Goths est la gut-thiuda (gutþiuda), divisée en tribus[réf. nécessaire]. Les tribus sont dirigées par les chefs (reiks), qui forment le conseil (gafaúrds) En cas de danger, le conseil désigne un « homme de loi » (kindins). Celui-ci ou le conseil nomme un chef de guerre (drauhtins), pour diriger les opérations militaires. C'est l'aristocratie qui détient l'autorité civile, la gards, comme dans le château, le baúrgs, concurremment avec les haims, représentants de la collectivité villageoise[réf. nécessaire].
On connaît quatre lignées royales chez les Goths : les Amales, les Balthes, les Berig et les Gébéric. Les Amales sont un clan royal ostrogoth qui a pour ancêtre fondateur mythique Amal, arrière-petit-fils légendaire de Gaut, et arrière-grand-père d’Ostrogotha, le « Père des Ostrogoths ». Cassiodore indique que cette famille se rattache aux Ases, divinités nordiques. Le premier Amale historiquement attesté est Ermanaric, roi des Greutunges vers 370 ; un autre représentant de ce clan est Théodoric le Grand au Ve siècle. La geste des héros germaniques a gardé le souvenir de cette lignée sous le nom d'Amelungen. Les Balthes (clan wisigoth), dont le nom est peut-être à rapprocher de l'anglais « bold » (« audacieux ») sont le clan d’Alaric Ier, Ricimer et Geisalic. Des Bérigs, il ne nous reste de mention que de Bérig lui-même, d'un certain Gadaric (dont on ne sait rien par ailleurs) et de Filimer.
Quant aux Gébérics, outre l'éponyme Gébéric, il y avait probablement Cniva. L'historiographie à visée politique a retenu les Amales et les Balthes comme souverains légitimes respectifs des Ostrogoths et Wisigoths.
Au fil du temps, notamment à l'occasion des migrations, la composante militaire de la monarchie germanique s'impose : c'est l'assemblée des guerriers qui « hisse sur le pavois » le roi, appelé þiudans, une formule qui passera dans le langage courant.
A contrario, le roi ostrogoth Théodoric le Grand se définissait comme citoyen romain et roi latin, Flavius rex, car il avait l'ambition d'inscrire l'histoire gothe comme un chapitre de l'histoire romaine.
Cette évolution aboutit in fine à une concurrence entre monarchie élective et monarchie héréditaire chez les Wisigoths espagnols.

### Art

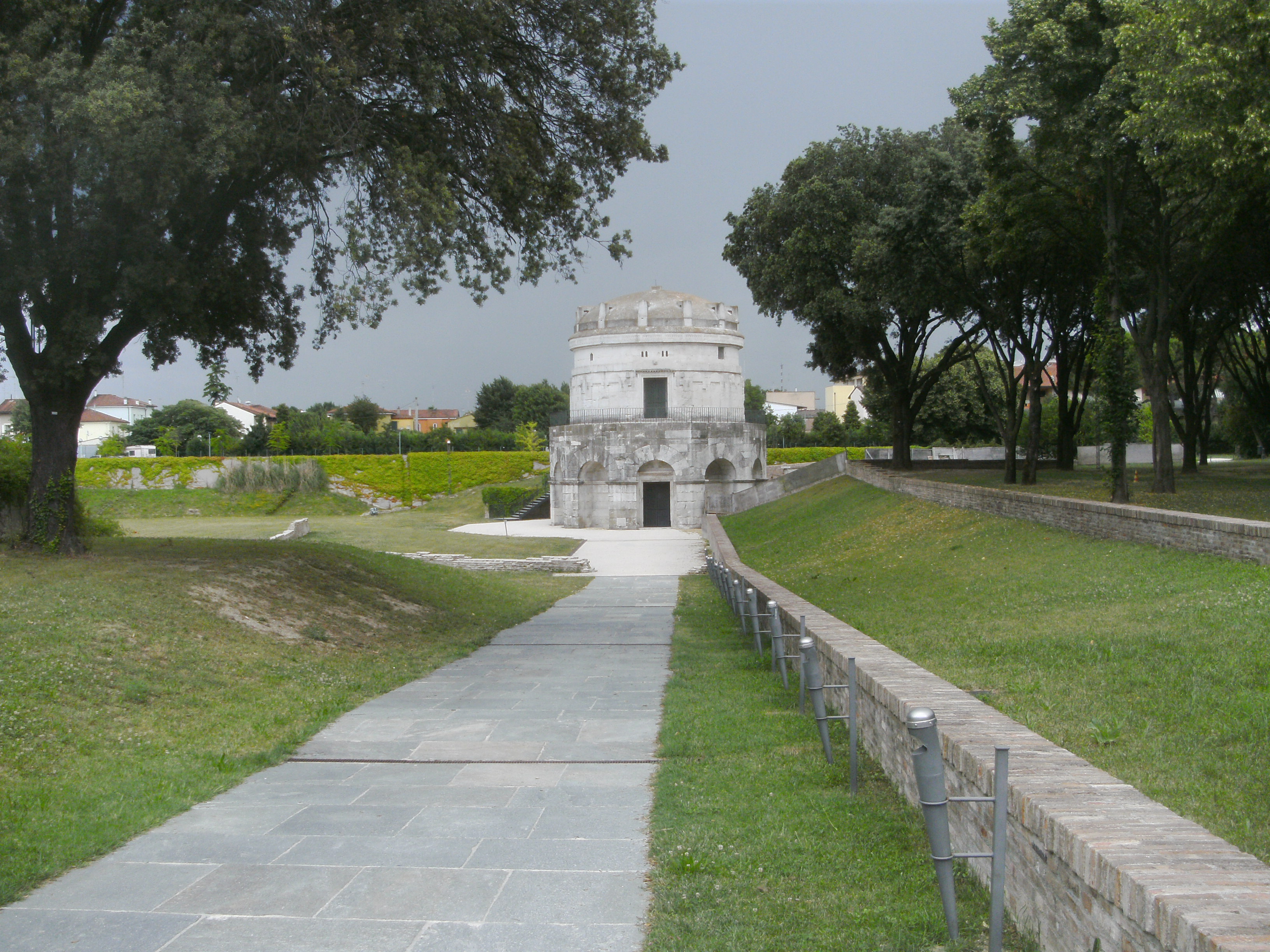
Mausolée de Théodoric le Grand à Ravenne.

Le trésor de Pietroasa, découvert en 1837 en Roumanie, est un des plus beaux ensembles que l'on puisse attribuer aux Goths. Il est constitué de nombreux récipients d'argent, ainsi que des célèbres broches aquilines. Depuis l'époque de la Mer Noire, l'aigle constituait le symbole goth par excellence. Ce trésor a vraisemblablement été soustrait à la curiosité des Huns. Il est aujourd'hui conservé au Musée national de Bucarest. Il ne fait aucun doute que le chef-d'œuvre des Goths sur le plan artistique est le Codex Argenteus, la « Bible d'argent », rédigée à l'encre d'argent et d'or sur du parchemin teint au pourpre. Ce manuscrit d'une valeur inestimable, pièce majeure de l'Antiquité tardive, datant du début du VIe siècle, est aujourd'hui conservé à Uppsala en Suède. En 1970, un feuillet unique a été découvert dans un reliquaire de la cathédrale de Spire.
Le Mausolée de Théodoric à Ravenne ressemble un peu au tombeau de Constantin. Cependant les ossements de Théodoric ont disparu.
Le trésor mis au jour à Guarrazar, près de Tolède, contient entre autres les couronnes de sacre de deux rois wisigoths.

## Postérité

### Souvenir des Wisigoths en Languedoc et Catalogne
L’ancienne province romaine de Narbonnaise, dont le territoire reste sous contrôle des rois de Tolède jusqu’en 720, et qui passe sous contrôle musulman de 720 à 750 environ, est appelée, après la reconquête franque « Septimanie » mais aussi « Gothie ». À la fin du VIIIe siècle, le territoire est attribué en même temps que le comté de Toulouse à Guillaume d’Aquitaine, sous le nom de marquisat de Septimanie ou marquisat de Gothie.
En ce qui concerne l’actuelle Catalogne, la domination musulmane y est un peu plus longue. Lorsque les Francs reconquièrent les comtés de Pallars-Urgel, Ribagorza, Gerone, Barcelone (801), les habitants manifestent un grand attachement à la lex gotica, c’est-à-dire au code du roi Réceswinthe ; aux IXe et Xe siècles, dans ces régions qui forment la marche d’Espagne, la notion de légalité publique est particulièrement vive, permettant à un homme libre d’attaquer en justice un comte, chose devenue totalement anachronique dans le reste de l’ex-Empire carolingien. Le nom même de la Catalogne pourrait venir du nom des Goths, mais cette étymologie est objet de discussion.
Dans les pays toulousains, malgré un siècle de royauté wisigothe, les Wisigoths n’ont pas marqué le paysage. Ils survivent cependant grâce aux légendes concernant le trésor d’Alaric, dont l’avatar le plus récent, encore actif de nos jours, est l’énigme de Rennes-le-Château.

### Wisigoths dans la construction historique de l’Espagne
On peut remarquer d’abord qu’en Espagne, le langage courant utilise le mot « Godos » pour désigner les Wisigoths du royaume de Tolède, en particulier dans l’expression « en el tiempo de los Godos » (équivalent de « ça remonte à Hérode »). Mais le souvenir du royaume de Tolède a joué un rôle dans l’histoire espagnole peu de temps après la conquête musulmane de la péninsule ibérique. La fuite de la noblesse wisigothe dans les Asturies et la création ultérieure du royaume des Asturies sont devenues des éléments essentiels de l'histoire de l'Espagne. L'héritier du trône d'Espagne porte encore de nos jours le titre de « Prince des Asturies ».
Au Moyen Âge, l'invocation des Goths sert à légitimer la Reconquista et la recolonisation de régions dépeuplées. Du XVe siècle à l'époque moderne, certains Espagnols se réclament des Goths de Suède, en s'appuyant sur l'œuvre de Jordanès, alors que le lien est pour le moins discutable, que ce soit avec les Guten installés dans le Gotland, en Suède méridionale, avec les Gauten de l'Östergötland et du Västergötland ou avec l'épopée de Beowulf.
Au XVe siècle encore, les nobles castillans se disaient descendre des Goths. Lors du concile de Bâle en 1434, les évêques espagnols et l'évêque suédois Nils Ragvaldsson se disputèrent la première place en invoquant l'origine gothique de leurs nations respectives. L'évêque suédois, répliquant à l'évêque de Burgos qui avait évoqué le fait que les Castillans descendaient des Goths, déclara que les Suédois étaient les vrais descendants des Goths qui s'étaient illustrés dans de nombreuses guerres et avaient conquis Rome ; les Espagnols rétorquèrent que les Suédois, descendants des Goths qui étaient restés chez eux et n'avaient pas participé à ces faits glorieux, ne pouvaient prétendre à la première place.

### Dans l’art et la littérature

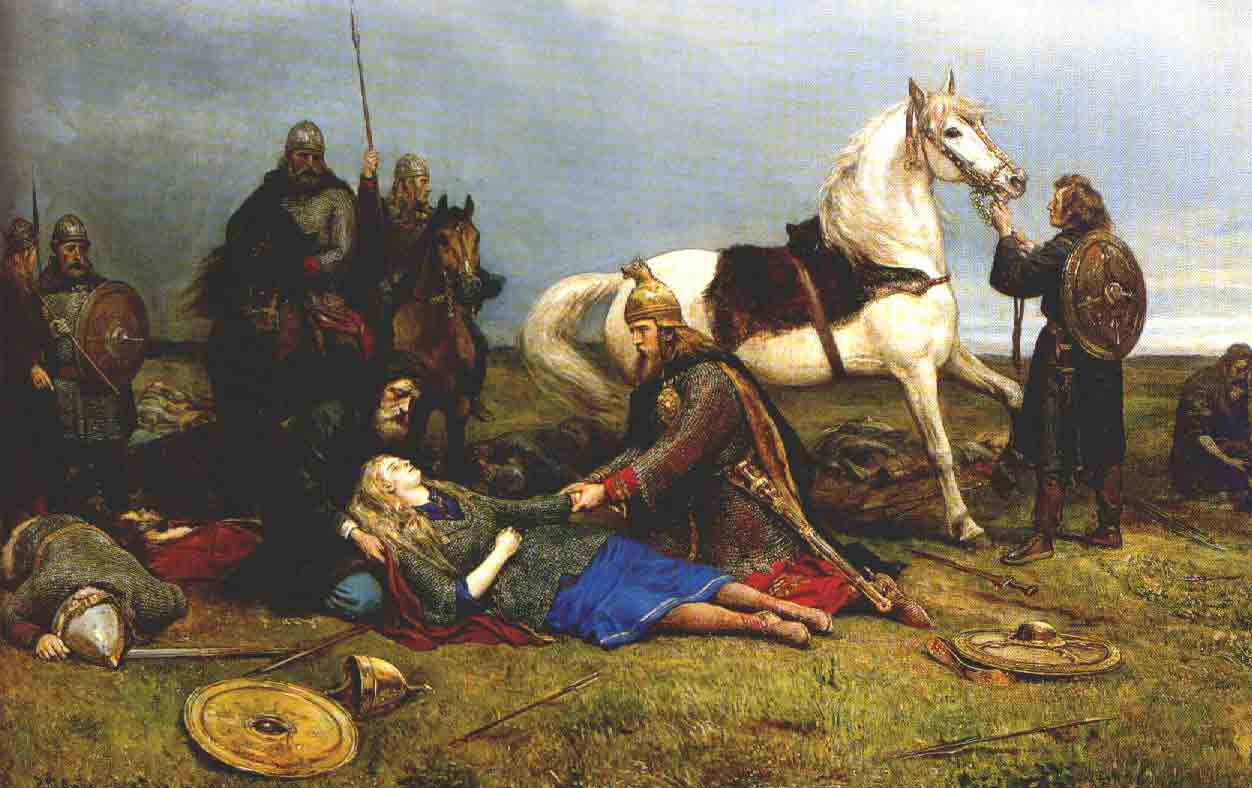
Hervor mourante à la bataille des Goths et des Huns, peinture de Peter Nicolai Arbo (1880).

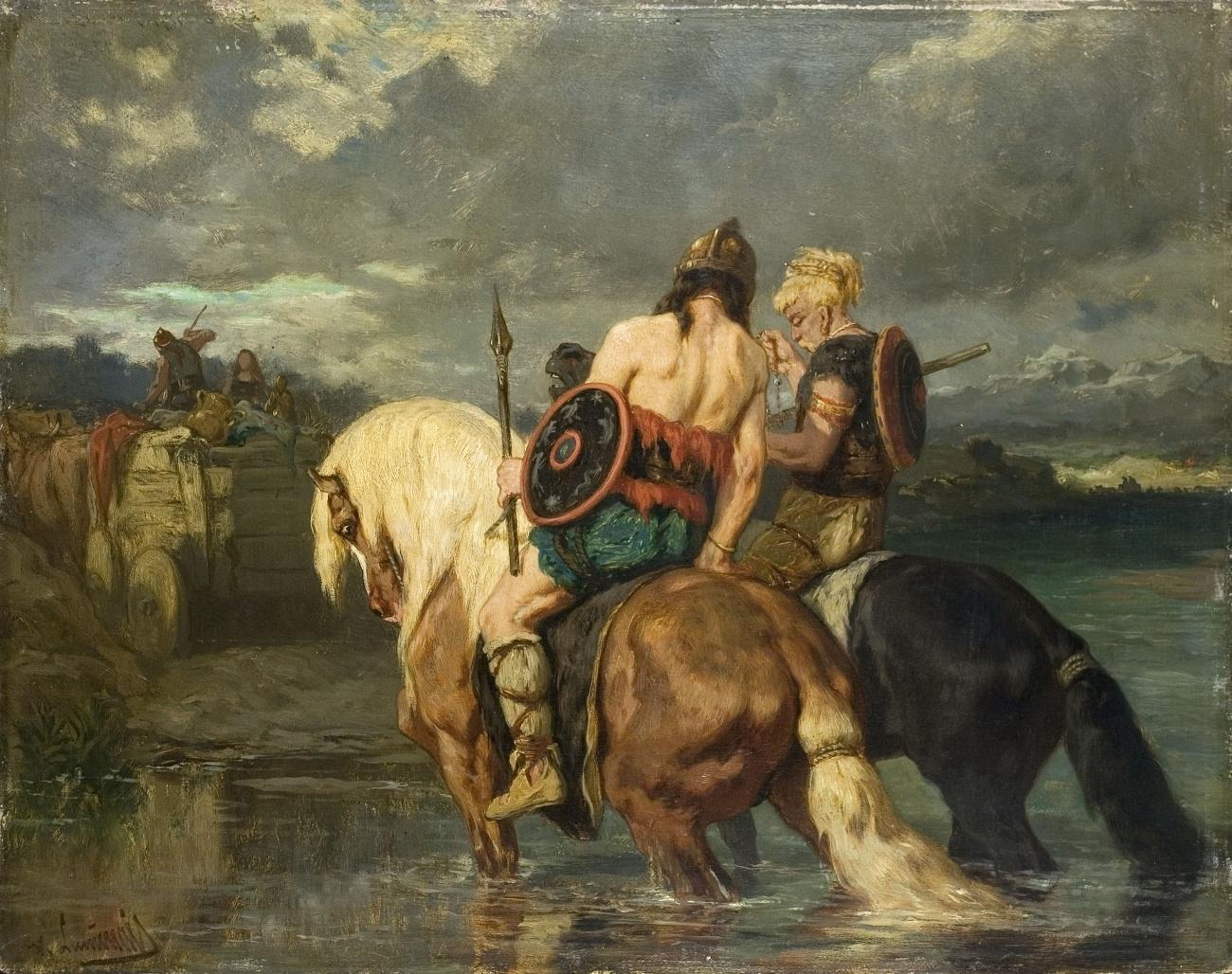
Goths traversant une rivière par Évariste-Vital Luminais.

À première vue, les Goths n’ont pas donné lieu à une foule d’œuvres littéraires tournant autour de leur histoire.
L’adjectif « gothique », qui se réfère longtemps au peuple goth, subit une évolution sémantique assez intéressante au XVe siècle ; il est alors utilisé de façon extrêmement péjorative par des auteurs de la Renaissance pour désigner le style ogival, par opposition aux styles classiques de l’Antiquité : « gothique » est au départ synonyme de « barbare », non conforme à la civilisation gréco-romaine. Par la suite, et en particulier à l’heure actuelle, le mot continue d’être utilisé, sans la connotation péjorative des origines. Les sens dérivés : littérature gothique, mouvement gothique, ont un sens général de « moyenâgeux », dans une perspective plutôt sombre.
Dans l'album Astérix et les Goths, le nom de « Goths » est utilisé à la place de celui de « Germains ». Sans doute le titre « Astérix chez les Germains », qui aurait été plus conforme aux données historiques, n'a-t-il pas paru suffisamment euphonique, et car la division entre Wisigoths et Ostrogoths renvoyait à celle entre Allemagne de l'Ouest et Allemagne de l'Est[réf. nécessaire]. Les Goths de l’album sont évidemment des Allemands caricaturaux. Dans la Rubrique-à-brac, Marcel Gotlib imagine une troisième branche des Goths, les Berlingoths, qui, quoique farouches guerriers, sont essentiellement des losers chroniques et totalement inoffensifs.

### Dans l’usage actuel du français
À l'heure actuelle, le mot « Ostrogoth » est un terme péjoratif pour désigner une personne un peu brutale. Le Petit Larousse illustré (1991) indiquait en seconde acception : 1) Homme qui ignore les bienséances, la politesse 2) Familier : un drôle d’Ostrogoth, un individu bizarre. Ce terme est toutefois d’usage moins courant que « Vandale » (nom d'une autre tribu des grandes invasions passé dans le langage courant), qui connote une plus grande violence.
« Ostrogoth » apparaît chez Hergé dans la liste des injures utilisées par le capitaine Haddock. En revanche, ni « Wisigoth », ni « Goth » ne sont utilisés de cette façon.

#### Sources anciennes
- Jordanès, Histoire des Goths [détail des éditions] [lire en ligne], VIe siècle

#### Études contemporaines
En français
- Ferdinand Lot, La Fin du monde antique et le début du Moyen Âge, Paris, Albin Michel, coll. « L'Évolution de l'humanité » (no 5), 1968, 567 p., In-16°, couv. ill. en coul. 9 F. (BNF 33082942)
Bien qu'assez ancien (première édition en 1927), cet ouvrage ne paraît pas présenter de discordances frappantes avec la page ci-dessus, en ce qui concerne la période postérieure au IIIe siècle.
- Roger Rémondon, La crise de l'Empire romain : de Marc-Aurèle à Anastase, Paris, PUF, coll. « Nouvelle Clio » (no 11), 1970, 2e éd. (1re éd. 1964), 364 p., ill., cart. ill. en coul. ; 19 cm (BNF 35169556), en particulier la table chronologique détaillée du début de seconde partie.
- Bartolomé Bennassar (dir.), Histoire des Espagnols : VIe – XXe siècle, Paris, Robert Laffont, coll. « Bouquins », 1992 (1re éd. 1985), 1132 p., cartes, couv. ill. en coul. ; 20 cm (ISBN 2-221-06811-4, BNF 35492241), en particulier : Pierre Bonnassie, « Le temps des Wisigoths », p. 11-48, et « Emergence de la Catalogne », p. 152-175.
- Michel Kazanski, Les Goths : Ier – VIIe siècle après J.-C., Paris, Errance, coll. « Hespérides », 1991, 156 p., ill., couv. ill. en coul. ; 24 cm (ISBN 2-87772-062-4, ISSN 1147-4904)
- Alain Chauvot, « Les migrations des Barbares et leur conversion au christianisme », dans Jean-Marie Mayeur (dir.), Histoire du christianisme, t. II : Naissance d'une chrétienté : des origines à nos jours, Paris, Desclée, 1995, 1092 p., ill. ; 25 cm (ISBN 2-7189-0632-4, BNF 35765850), p. 861-882.
- Alessandro Barbero, Le jour des barbares, Flammarion, coll. « Champs histoire », 2010
- Renée Mussot-Goulard, Les Goths, Atlantica, Biarritz, 1999.

En anglais
- (en) Malcolm Todd, The early Germans, Malden, Blackwell Publishing, coll. « Peoples of Europe », 2004, 2e éd., 266 p. (ISBN 978-1-4051-1714-2)
- (en) Sam Barnish (dir.) et Federico Marazzi (dir.), The Ostrogoths from the Migration Period to the Sixth Century : An Ethnographic Perspective, Londres, 2007, 497 p..
- (en) Thomas S. Burns, A History of the Ostrogoths, Bloomington, Indiana university press, 1984, XVII-299 p., ill. ; 24 cm (ISBN 0-253-32831-4, BNF 34825010).
- (en) Arne Søby Christensen, Cassiodorus, Jordanes, and the history of the Goths : studies in a migration myth, Copenhague, Museum Tusculanum Press, 2002, XI-391 p., 26 cm (ISBN 87-7289-710-4, BNF 38878302, lire en ligne).
- (en) Peter J. Heather, Goths and Romans, 332-489, Oxford, Clarendon Press, 1994, XI-378 p., ill., cartes ; 22 cm (ISBN 0-19-820535-X, OCLC 31821081)
Intéressant particulièrement sur le plan des relations gotho-romaines, une approche parfois différente de celle de Wolfram.
- (en) Peter J. Heather, The Goths, Oxford, Blackwell, coll. « The peoples of Europe », 1996 (réimpr. 1998), XV-358 p., ill. ; 24 cm (ISBN 0-631-16536-3, BNF 37670929).
- (en) Michael Kulikowski, Rome's Gothic wars from the third century to Alaric, Cambridge (Massachusetts), Cambridge university press, coll. « Key conflicts of classical Antiquity », 2007, XII-225 p., 24 cm (ISBN 978-0-521-84633-2, BNF 41040073).

En allemand
- (de) « Goten », dans Reallexikon der Germanischen Altertumskunde (RGA), vol. 12 : Getränke - Greiftierstil, Berlin ; New York, Walter de Gruyter, septembre 1998, VI-619 p., [13] p.  de pl. : ill. ; 25 cm (ISBN 3-11-016227-X, BNF 37673116), p. 402–443
Une introduction essentielle et des références bibliographiques fournies.
- (de) Volker Bierbrauer, « Archäologie und Geschichte der Goten vom 1.—7. Jahrhundert : Versuch einer Bilanz », Frühmittelalterliche Studien, Berlin, Walter de Gruyter, vol. 28,‎ 1994, p. 51-171 (ISSN 1613-0812 et 0071-9706, DOI 10.1515/9783110242263.51, résumé)
Un apport important fondé sur l'archéologie.
- (de) Dietrich Claude, Geschichte der Westgoten, Stuttgart, Kohlhammer, coll. « Urban-Taschenbücher » (no 128), 1970, 154 p., carte ; 19 cm (OCLC 494512478).
- (de) Christoph Eger, « Westgotische Gräberfelder auf der Iberischen Halbinsel als historische Quelle : Probleme der ethnischen Deutung », dans Cum grano salis, Friedberg, Likias, 2005, 351 p., ill., cartes, plans, couv. ill. en coul. ; 31 cm (ISBN 3-9807628-5-8), p. 165-181.
- (de) Wolfgang Giese, Die Goten, Stuttgart, Kohlhammer, coll. « Urban-Taschenbücher » (no 597), 2004, 207 p., cartes, tables ; 19 cm (ISBN 3-17-017670-6)
Un bon état des lieux de l'état actuel des connaissances, clair et concis. Gothuey Famille
- (de) Gerd Kampers, Geschichte der Westgoten, Paderborn, Ferdinand Schöningh, 2008, 347 p., 24 cm (ISBN 978-3-506-76517-8 et 3-506-76517-5, BNF 41306663, LCCN 2008447572)
Un panorama à jour et relativement synthétique.
- (de) Michael Kulikowski (trad. de l'anglais par Bettina von Stockfleth), Die Goten vor Rom [« Rome's Gothic wars : from the third century to Alaric »], Stuttgart, K. Theiss, 2009, 208 p., cartes ; 25 cm (ISBN 978-3-8062-2198-5 et 3-8062-2198-7, BNF 42028546)
Une vision d'ensemble sous la plume d'un historien qui remet en question nombre d'analyses de ses prédécesseurs (Heather, Bierbrauer, Wolfram) et tient notamment pour une fable la prétendue migration massive des Goths avant 200.
- (de) Herwig Wolfram, Die Goten : Von den Anfängen bis zur Mitte des sechsten Jahrhunderts, Munich, C.H.Beck, 2001, 4e éd., 596 p. (ISBN 3-406-33733-3, lire en ligne)
Travail essentiel, mais en partie contesté, marchant sur les traces de Reinhard Wenskus.
- (de) Herwig Wolfram, Gotische Studien : Volk und Herrschaft im frühen Mittelalter, Munich, C. H. Beck, 2005, 352 p., 22 cm (ISBN 3-406-52957-7, BNF 39945133, lire en ligne).

En d'autres langues
- (es) José Orlandis, Historia del reino visigodo español : los acontecimientos, las instituciones, la sociedad, los protagonistas, Madrid, Rialp, 2003 (réimpr. 1988), 461 p., 24 cm (ISBN 84-321-3469-4, BNF 39293820)
Fondamental sur le royaume de Tolède.